# Exposition universelle de 2010

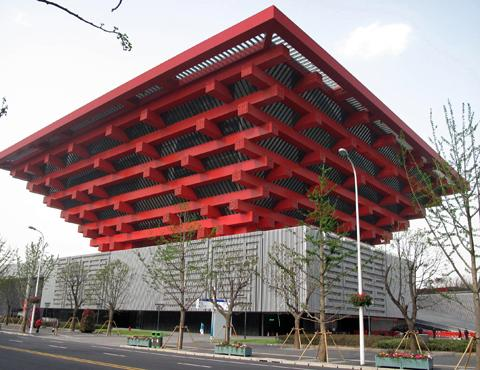
Pavillon chinois.

L'Expo 2010 est une Exposition universelle qui s'est tenue à Shanghai, en Chine, du 1er mai 2010 au 31 octobre 2010. La ville a été choisie le 3 décembre 2002 par le Bureau international des Expositions pour accueillir cette Exposition.

## Description
Le thème de l'Exposition est : « Une ville meilleure, une vie meilleure ». Le logo de l'Expo 2010 représentait le caractère 世 (Pinyin : shì, Sens : monde) modifié pour représenter trois personnes unies, avec la date 2010. La mascotte Haibao avait la forme du caractère 人 qui signifie « être humain » ou « humanité » (Pinyin : rén).
L'Exposition s'est déroulée entre les ponts Nanpu et Lupu, le long du fleuve Huangpu, dans le centre de Shanghaï. Elle couvrait un espace de 5,28 km2. Avec un budget de 30 milliards de renminbi et entre 70 et 100 millions de visiteurs attendus, c'est à l'époque l'Exposition universelle la plus importante de l'histoire. Le 23 septembre 2009, 242 pays et organisations internationales avaient confirmé leur participation à l'Exposition universelle de Shanghaï.

## Organisation

### Comité d'organisation
L'organisation de l'Expo 2010 est régie par le Comité national d'organisation présidé par Wang Qishan, vice-Premier ministre du Conseil des Affaires d'État. Son premier vice-Président est Yu Zhengsheng, secrétaire du Comité du Parti pour la municipalité de Shanghai et ses vice-présidents sont Han Zheng, maire de la municipalité de Shanghai, Wan Jifei, président du Conseil chinois pour la promotion du commerce international, Bi Jingquan, sous-secrétaire général du Conseil des Affaires d'État, Gao Hucheng, vice-ministre du Ministère du Commerce et Liu Jieyi, ministre-assistant du Ministère des Affaires Étrangères. Ce comité a pour buts principaux de coordonner l'élaboration et la mise en application des lois, règlements et mesures et de prendre des résolutions et décisions sur des sujets importants durant la préparation et la tenue de l'Exposition.
Le Comité national d'organisation est suppléé d'un Comité exécutif, chargé principalement d'appliquer les résolutions et décisions prises par ce dernier. Ce comité exécutif est dirigé par Yu Zhengsheng, secrétaire du Comité du Parti pour la municipalité de Shanghai et également membre du Comité d'organisation, assisté de Han Zheng, maire de la municipalité de Shanghai et Wan Jifei, président du Conseil chinois pour la promotion du commerce international, tous deux directeurs exécutifs et membres du Comité d'organisation.

### Infrastructures construites
De nouvelles lignes de métro ont été réalisées et d'autres prolongées pour l'événement. Les lignes 7, 8 et 13 ont été construites afin de relier directement l'Exposition aux autres endroits de la ville. La phase 2 de la ligne 9, la phase 1 de la ligne 11, l'extension de la ligne 2 et de la ligne 10 ont également été achevées pour l'événement.

### Zones de meilleure pratique urbaine
Lorsqu'elle déposa sa candidature en 2002, la Chine proposa de mettre en place des « Zones urbaines d'expérimentation » sur le site de l'Expo. À la suite des travaux d'approfondissement de cette conception, l'Organisateur, sur le conseil du BIE et d'experts a pris la décision de changer le nom de « Zone urbaine d'expérimentation » en « Zone de meilleure pratique urbaine ». La Zone de meilleure pratique urbaine a pour objectif de présenter dans un espace concentré les meilleures pratiques et objets universellement reconnus des villes du monde entier, et étant susceptibles d'améliorer la qualité de la vie urbaine. Cette décision s'est manifestée par le projet Dongtan ayant pour but de construire une éco-ville qui mettrait en place, grandeur nature, toutes les dernières innovations techniques et urbanistiques.

### Principaux partenaires
Les principaux partenaires de cette exposition sont China Eastern Airlines, China Mobile, China Telecom, Bank of Communications, Shanghai Automotive Industry Corporation, Siemens AG, Coca-Cola, State Grid Corporation, Baosteel et Shanghai Industrial Investment Corporation (SIIC).

## Polémiques
L'une des chansons officielles de l'Expo 2010, 2010 vous accueille (2010等你来, èr líng yī líng děng nǐ lái), chantée par Jackie Chan, Lang Lang, Yao Ming, Yang Lan, Andy Lau, Li Ning, Li Bingbing et Liu Xiang, s'avère un plagiat d'une chanson japonaise sortie en 1997, Sono mama no kimi de ite (そのままの君でいて, littéralement « Reste comme tu es ») de Mayo Okamoto[réf. nécessaire]. A posteriori, le bureau d'organisation de l'Expo a demandé à Mayo Okamoto la permission d'utiliser sa chanson, ce qu'elle a accepté, moyennant 300 millions de yens (soit 2,5 millions d'euros).
L'association Free Tibet Campaign demande d'« éviter le pavillon du Tibet », déclarant : « visiter cette parodie équivaudrait à approuver tacitement la politique chinoise de détentions arbitraires, de tortures, d'enlèvements, de rééducation patriotique et d'occupation du Tibet ».

## Pavillons
Belgique et  Union européenne, « L'économie verte »
La Belgique qui préside l'Union européenne met en avant le concept « d’économie verte ». La structure du pavillon en forme de neurone symbolise la richesse artistique de la Belgique et de l'Europe, ainsi que les réussites scientifiques, l'héritage culturel et intellectuel. Les matériaux utilisés pour la construction sont majoritairement recyclables, symbolisant l’harmonie entre l’homme et la nature. La mascotte du Pavillon est un schtroumpf. Le pavillon a été conçu par l'architecte Christine Conix. La restauration du Belgian Beer Café, du restaurant gastronomique ainsi que des stands des frites et gaufres était dans les mains du chef étoilé belge, Benoit Gersdorff. 
 Canada, « La ville en vie, inclusive, durable, créatrice »
Les plans du pavillon ont été conçus par l'équipe du Cirque du Soleil et celui-ci sera équipé d'un récupérateur d'eau de pluie et d'un mur végétal. Les artistes visuels Dominic Besner, Michel Goulet, Marlene Creates (en) et Heidi Leverty ont été présentés.
 Chine, « La couronne de l'Est »
Le pavillon chinois est le plus grand et le plus coûteux de l'Exposition (il est estimé à 220 millions de dollars américains), il est haut de 63 mètres et présente une structure en forme d'ancien temple chinois. L'architecte qui a conçu ce pavillon est He Jingtang. En son sein sont présentées l'ensemble des provinces de la République Populaire, hormis Macao et Hong Kong (qui possèdent leurs propres pavillons séparés).
 France, « La ville sensuelle »
Le pavillon s'étend sur 6 000 m2 et allie technologie et respect de l'environnement. Conçu par Jacques Ferrier, c'est l'un des rares pavillons qui ne sera pas détruit après l'Exposition. Un restaurant gastronomique, des thématiques sur les iles polynésiennes, et des chefs-d'œuvre du musée d'Orsay contribueront à faire rayonner le bien-vivre à la française.
 Israël, « La création crée une meilleure vie »
Le pavillon ressemble à une coquille de mer, ou à des mains se serrant pour représenter le dialogue des technologies et la création de l'État d'Israël. Le pavillon a pour but de faire découvrir aux visiteurs la culture juive traditionnelle et moderne et ses similitudes avec la Chine.
 Portugal, « Portugal, une place pour le monde. Portugal, un monde d'énergie »
Le pavillon s'étend sur 2 000 m2 et est recouvert de liège, matériau recyclable et respectueux de l'environnement dont le Portugal est le premier producteur mondial. Le pavillon représentera la place commerçante de Lisbonne et montrera la place de l'environnement dans le Portugal d'aujourd'hui. Le 6 juin est le jour du Pavillon portugais à Shanghaï, ce jour-là de nombreuses fêtes auront lieu à proximité.
 Turquie, « Le berceau de la civilisation »
Le pavillon s'étend sur 2 000 m2 et s'inspire de l'agglomération turque du néolithique. Le pavillon ressemblera à une immense boîte rouge et beige avec une sculpture d'animaux, qui plongera les visiteurs dans un labyrinthe de rêves. Une partie du pavillon emmènera les visiteurs dans un voyage à travers le temps, qui leur présentera les débuts historiques de la Turquie. Une carte indiquant les anciens sites de la Turquie, le premier miroir du monde et le premier barrage construit par l'homme, sera exposée dans cette partie du pavillon.
 Luxembourg, « Petit et beau »
Considéré comme le « cœur vert de l'Europe », le pavillon ressemble à un petit château sculpté en une seule roche.
Particularité du pavillon, le symbole du Luxembourg, le Monument du souvenir, a été envoyé à Shanghaï pour y être exposé sur un socle de trois mètres.
 Suisse, « Interaction entre la ville et la campagne »
Le pavillon Suisse regroupe la ville (le yin) au rez-de-chaussée et la campagne (le Yang) sur le toit.
Le trait d’union entre le yin et le yang est un télésiège, le tour du pavillon en télésiège se fait en six minutes.
Particularité du pavillon, la façade en treillis d'aluminium est composée de plaquettes munies chacune d’une cellule solaire
qui absorbe la lumière et la reproduit sous la forme de flashs blancs, qui varient en fonction du soleil et du vent.
Francophonie, « Promouvoir son existence en tant que langue, culture, économie et bien d'autres échanges avec le monde »
Organisé par le FFA (Forum Francophone des Affaires, réseau mondial d'entreprises créé en 1987, unique organisation économique fédérant acteurs économiques des pays francophones) à l'Auditorium du Centre culturel français de Beijing. Du 17 au 20 juin 2010 seront présents les ambassadeurs de France, de Belgique, du Maroc, du Togo, de Côte d'Ivoire ainsi que le directeur du Bureau du Québec afin de discuter sur le développement de la Francophonie en Chine. Ce sera l'occasion de fêter les 40 ans de la francophonie (mise en place le 20 mars 1970) avec la présence de personnalités francophones telles que les artistes plasticiens Christian Boltanski et Alainjuno, et le compositeur, André Mathieu.
Les différents pavillons de l'Exposition Universelle 2010

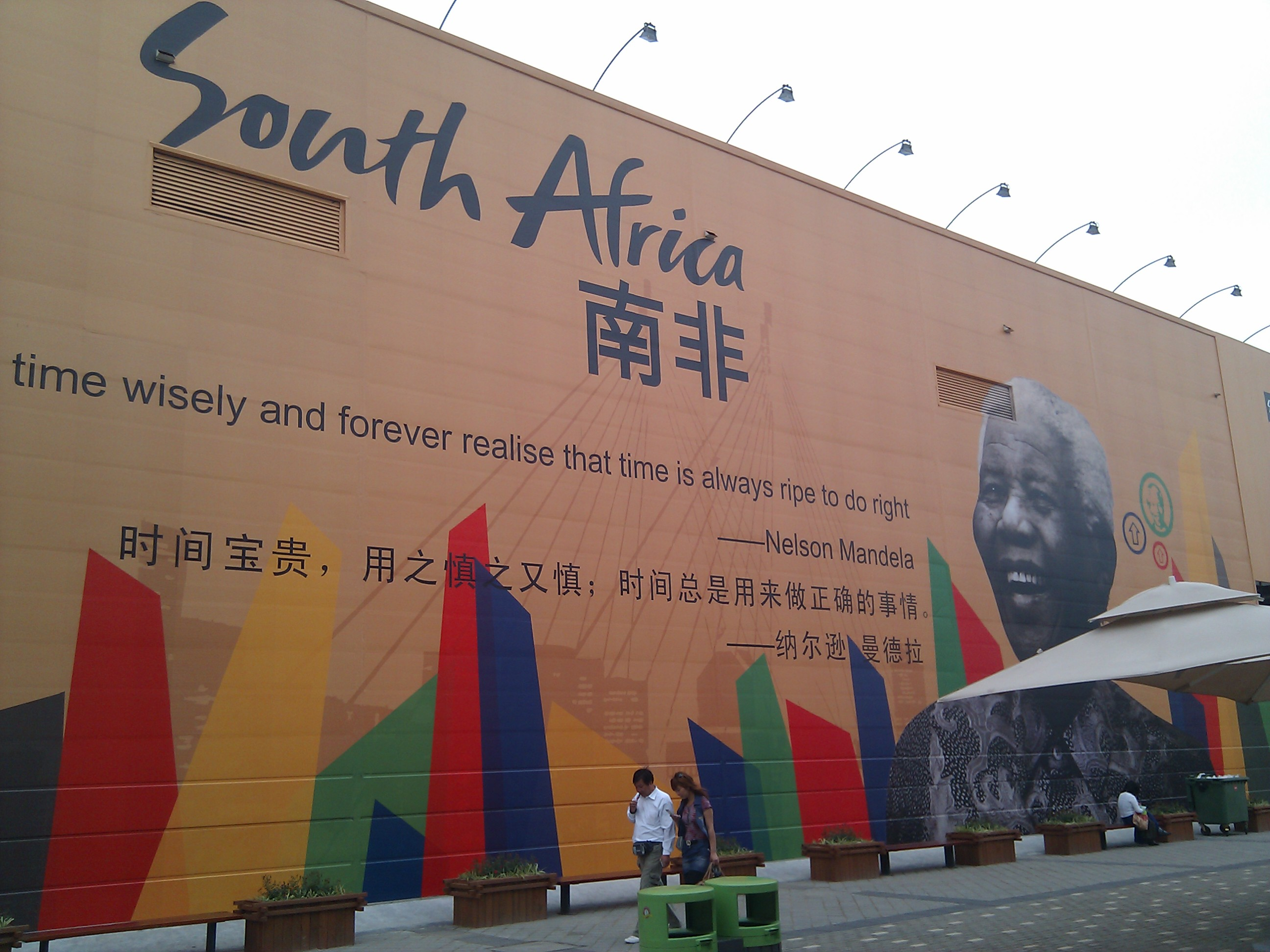
Pavillon de l'Afrique du Sud.
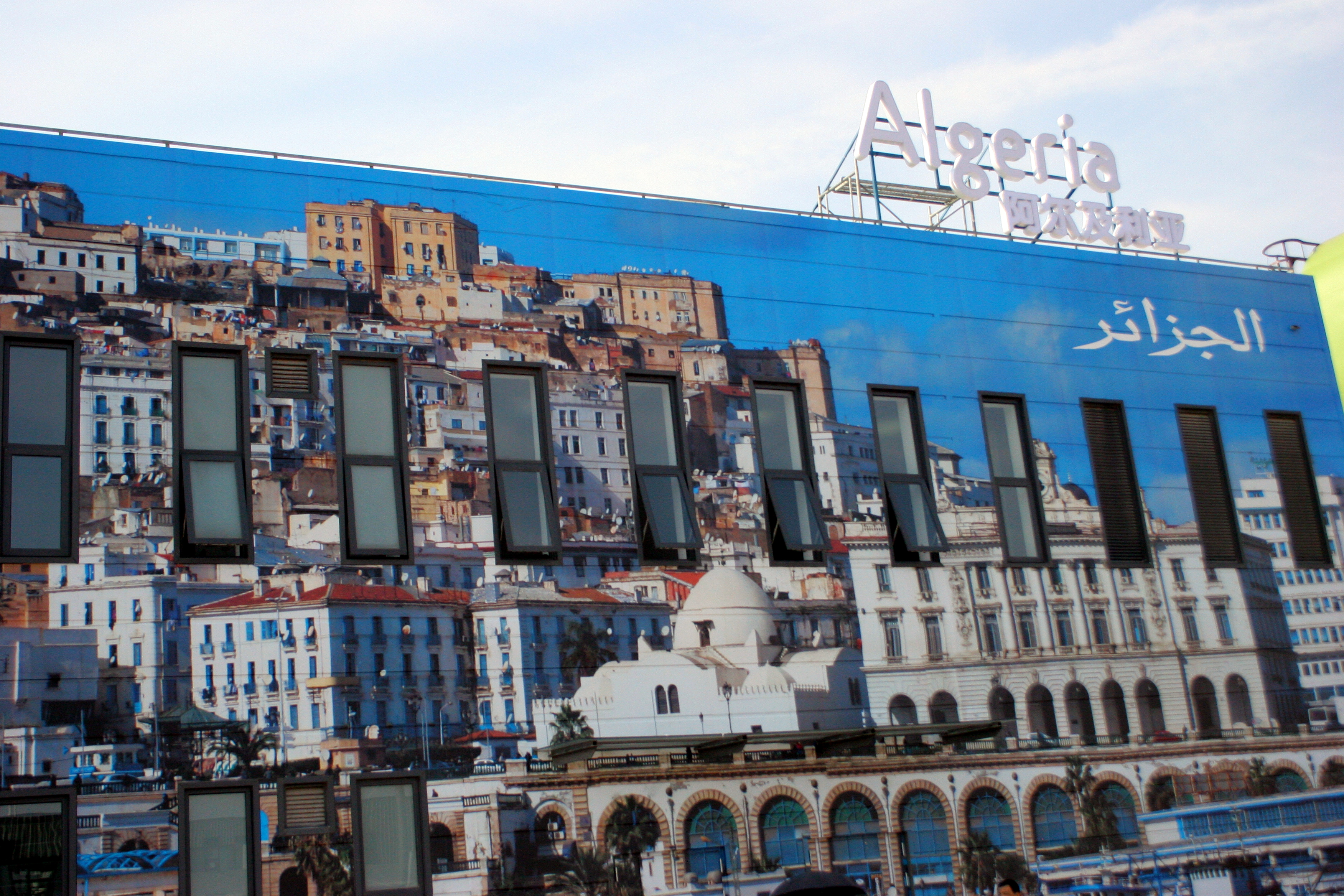
Pavillon de l'Algérie.
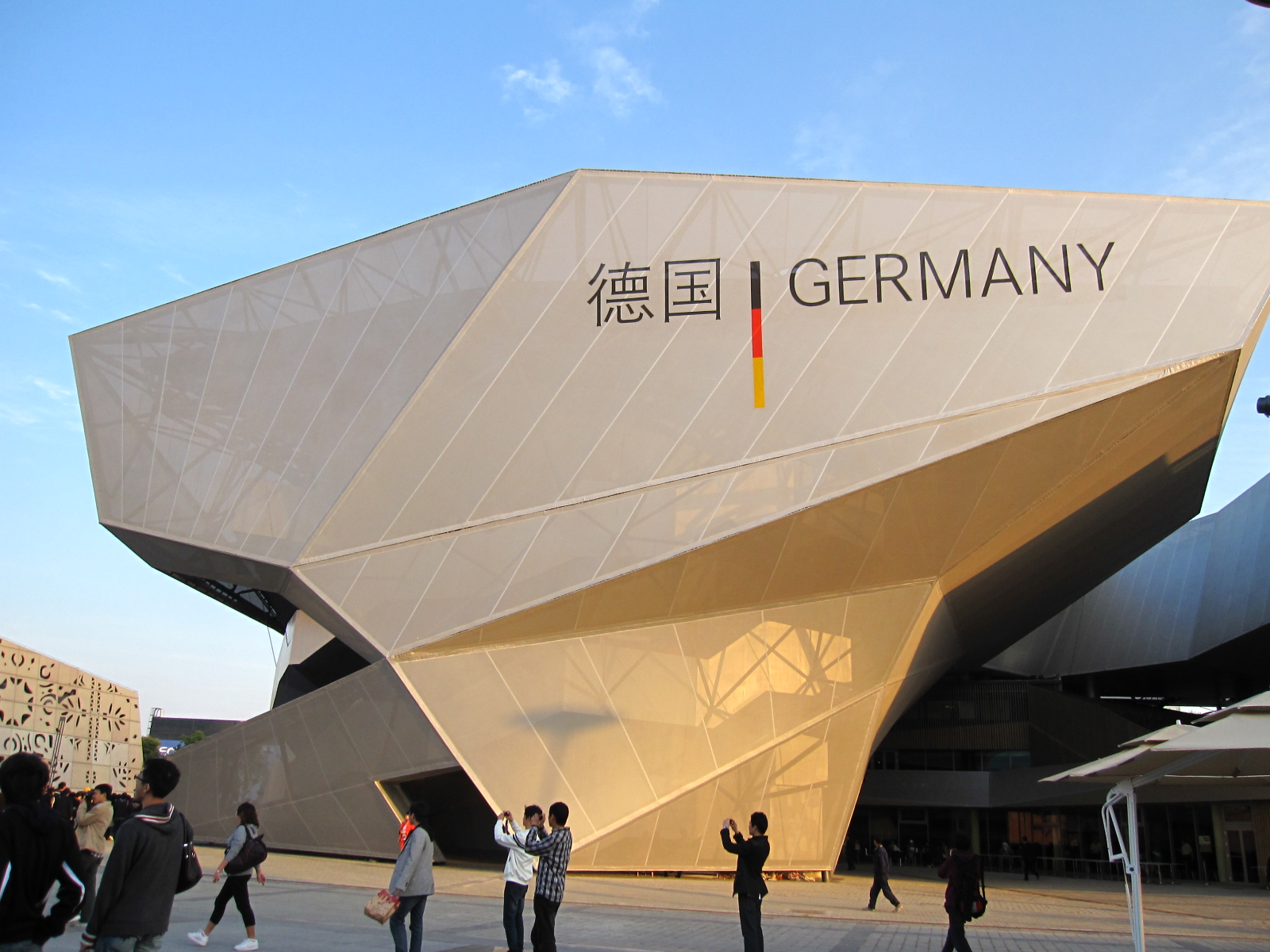
Pavillon de l'Allemagne.
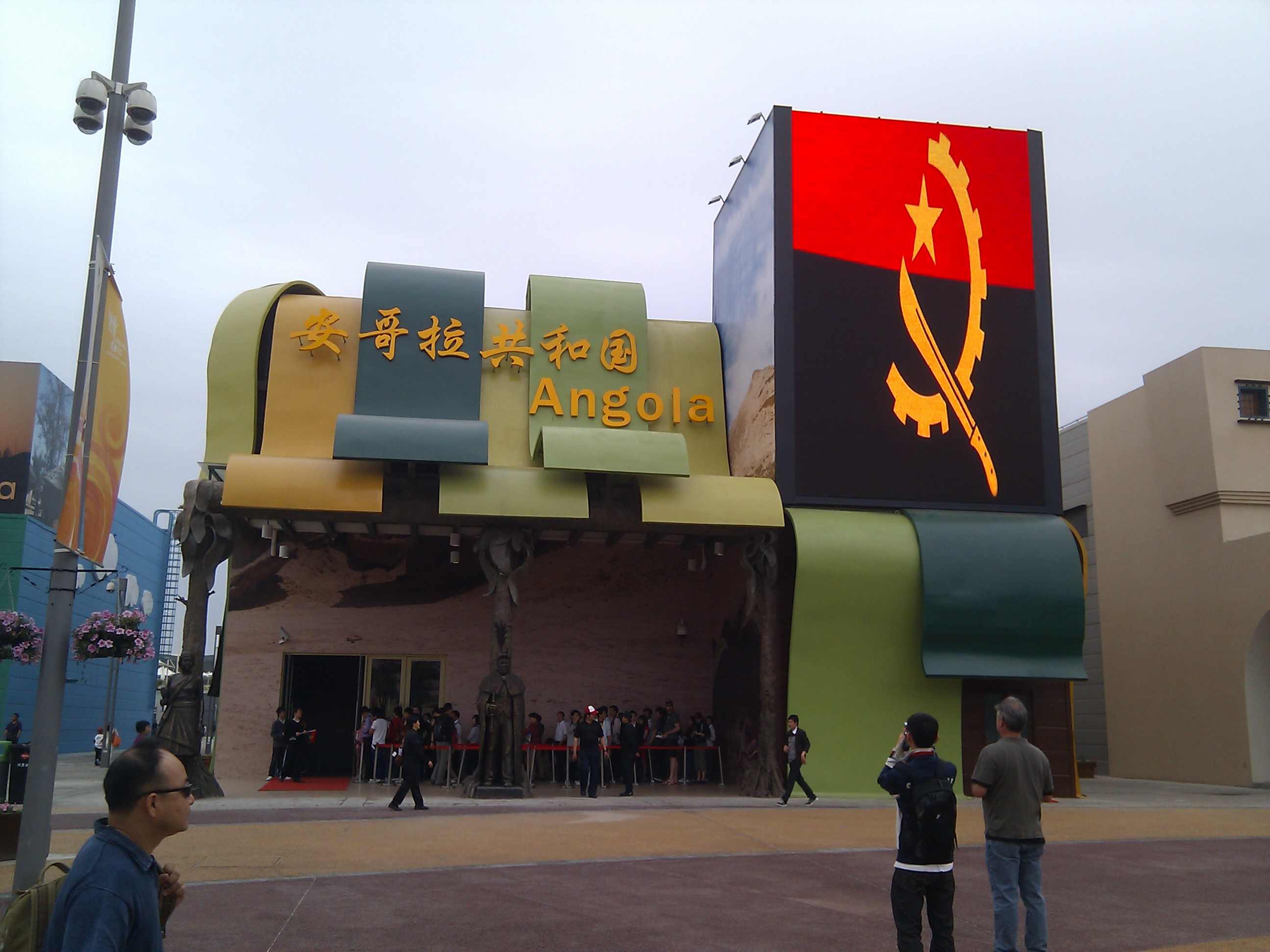
Pavillon de l'Angola.
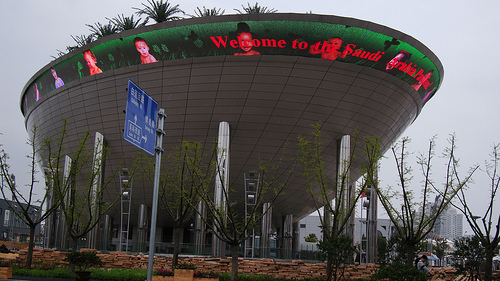
Pavillon de l'Arabie Saoudite.
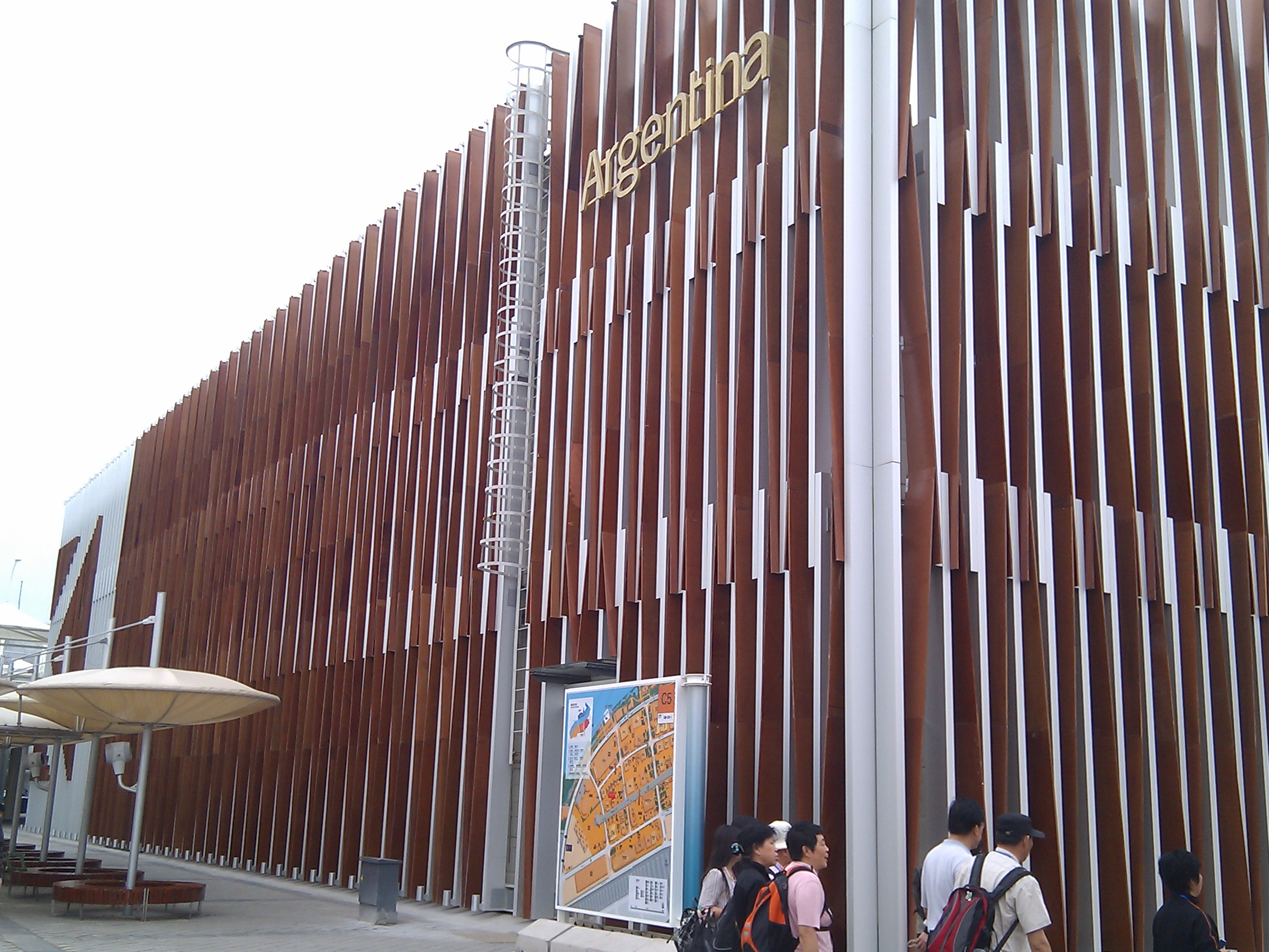
Pavillon de l'Argentine.
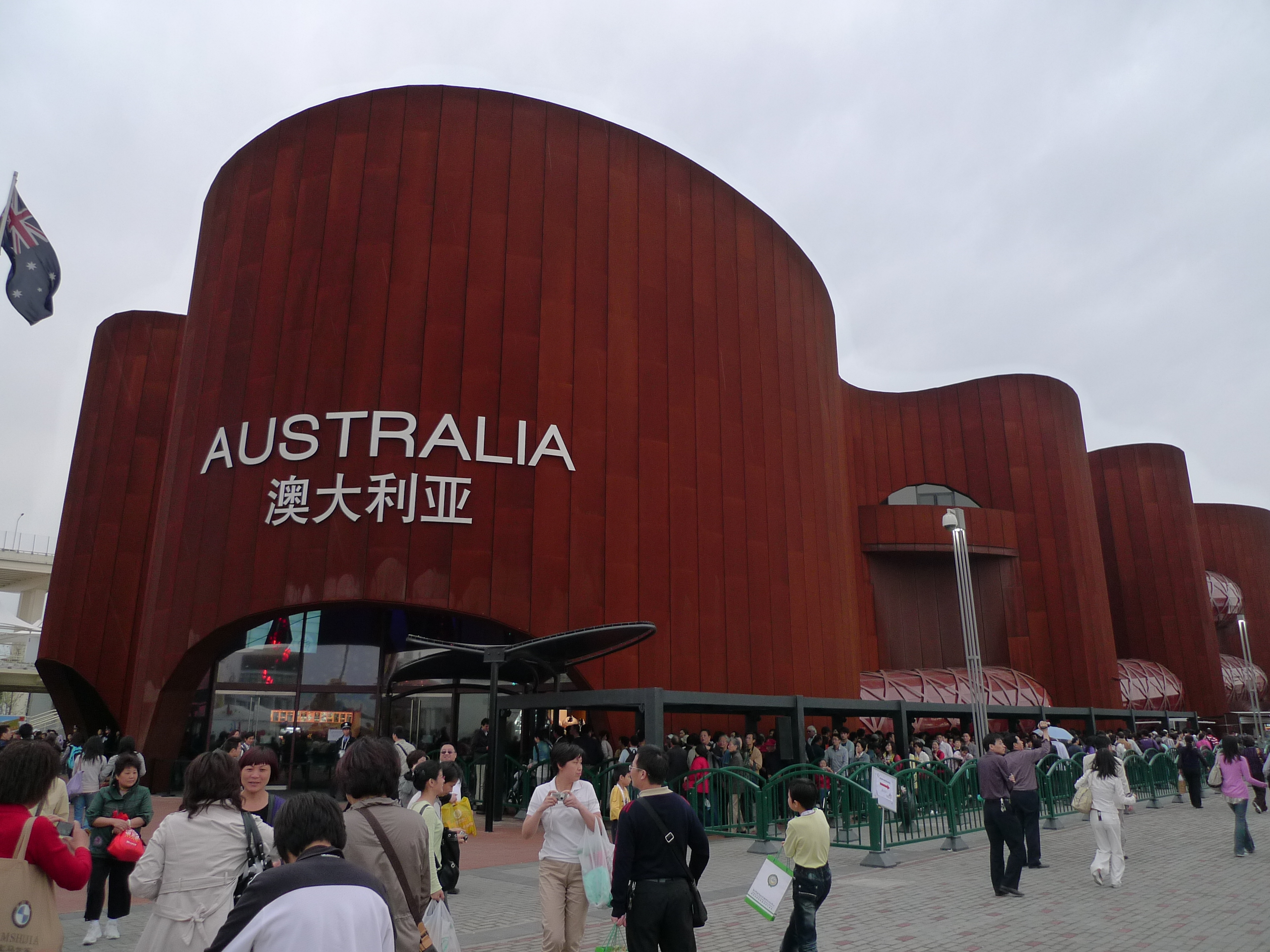
Pavillon de l'Australie.
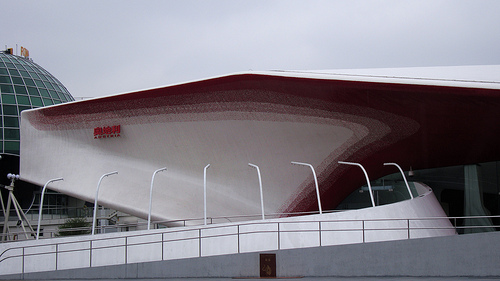
Pavillon de l'Autriche.
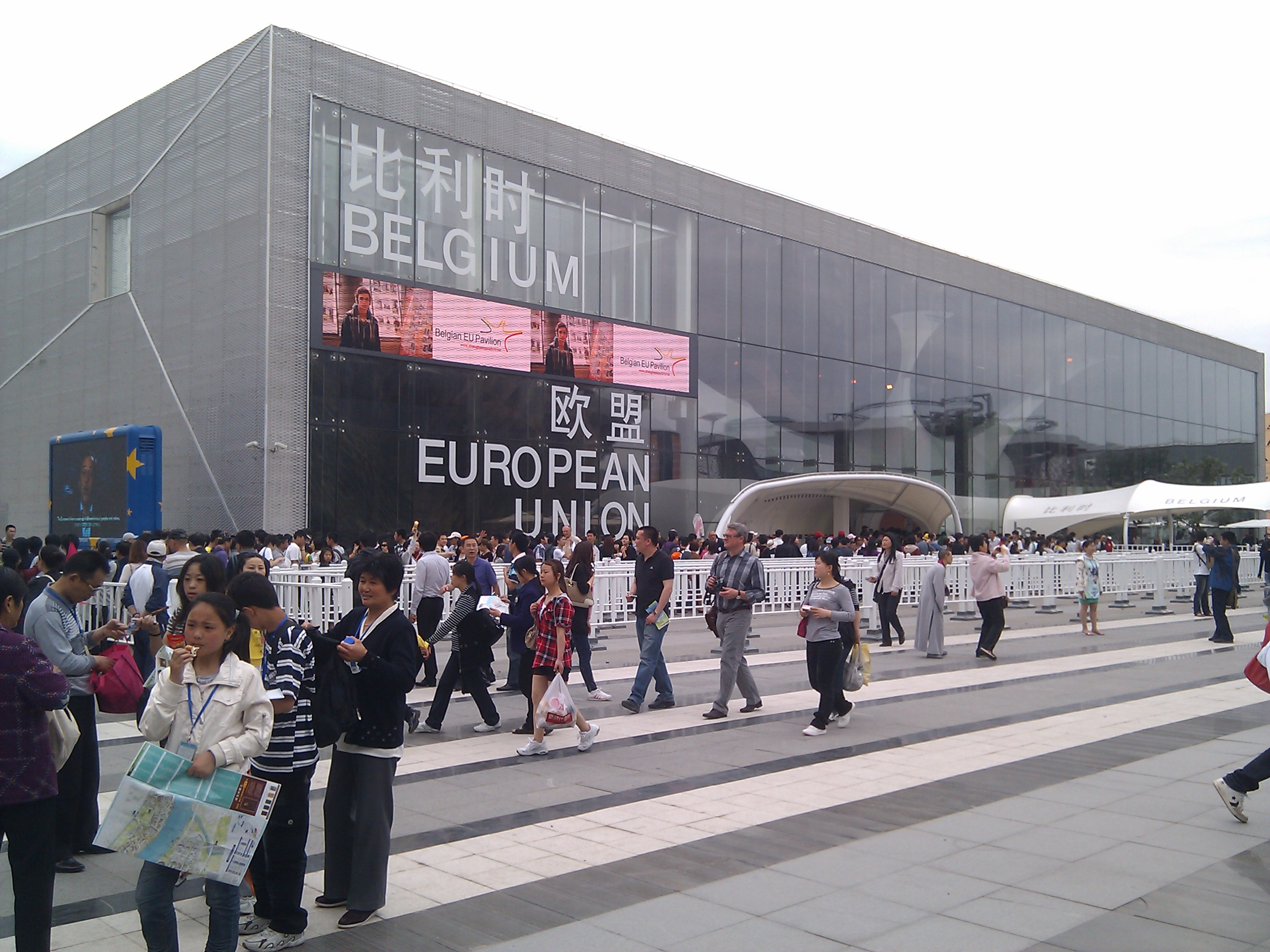
Pavillon de la Belgique et de l'Union européenne.
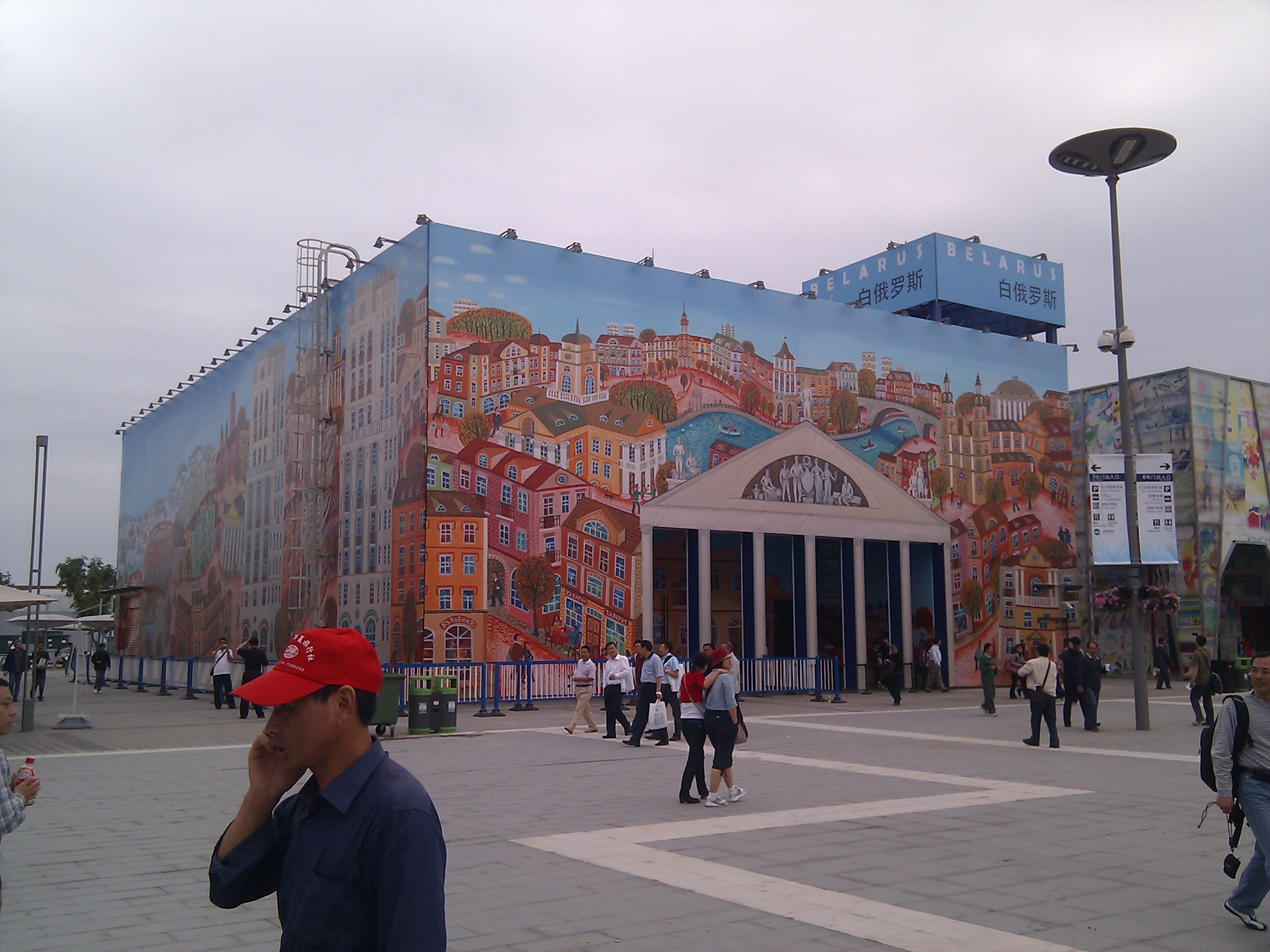
Pavillon de la Biélorussie.
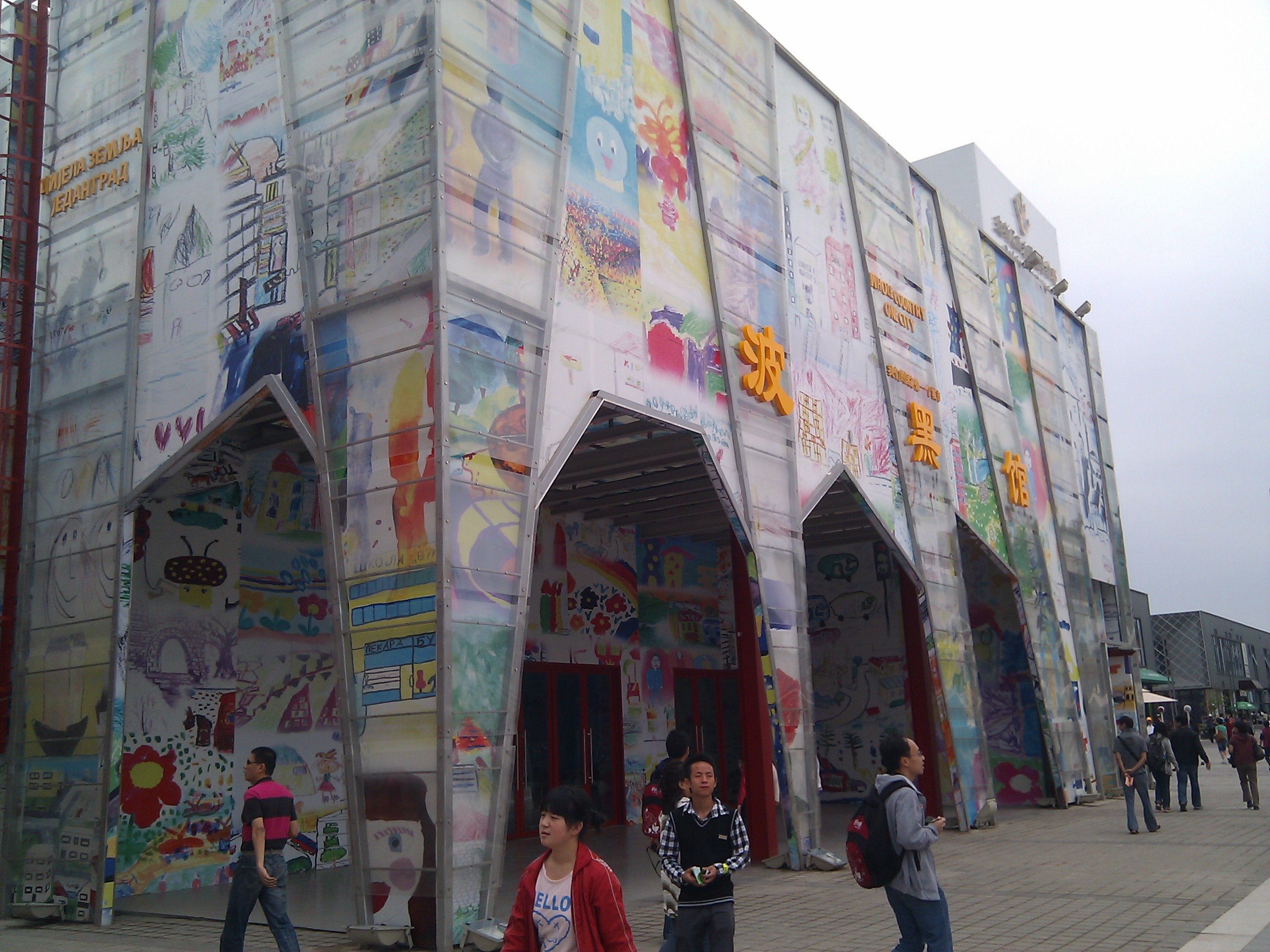
Pavillon de la Bosnie-Herzégovine.
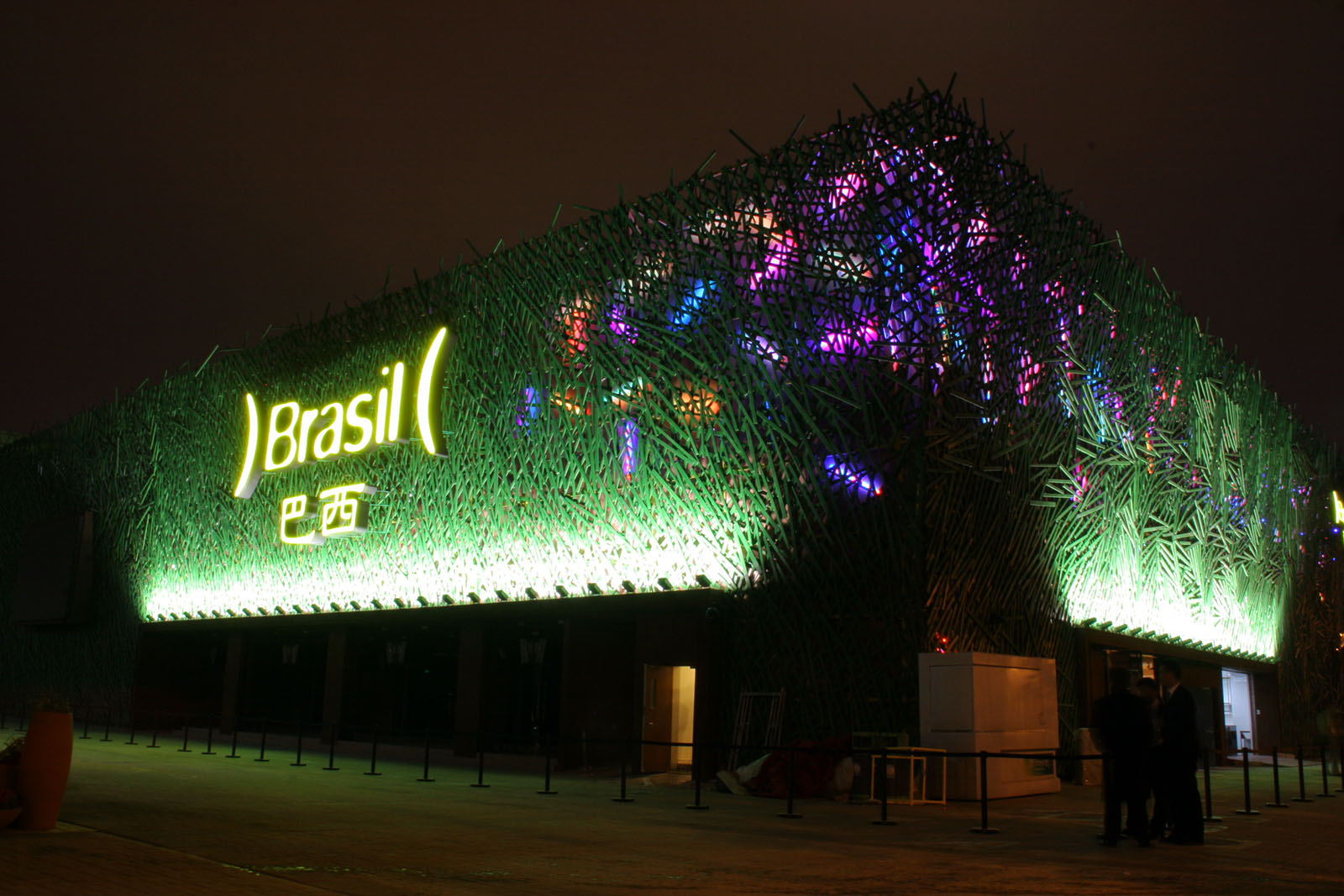
Pavillon du Brésil.
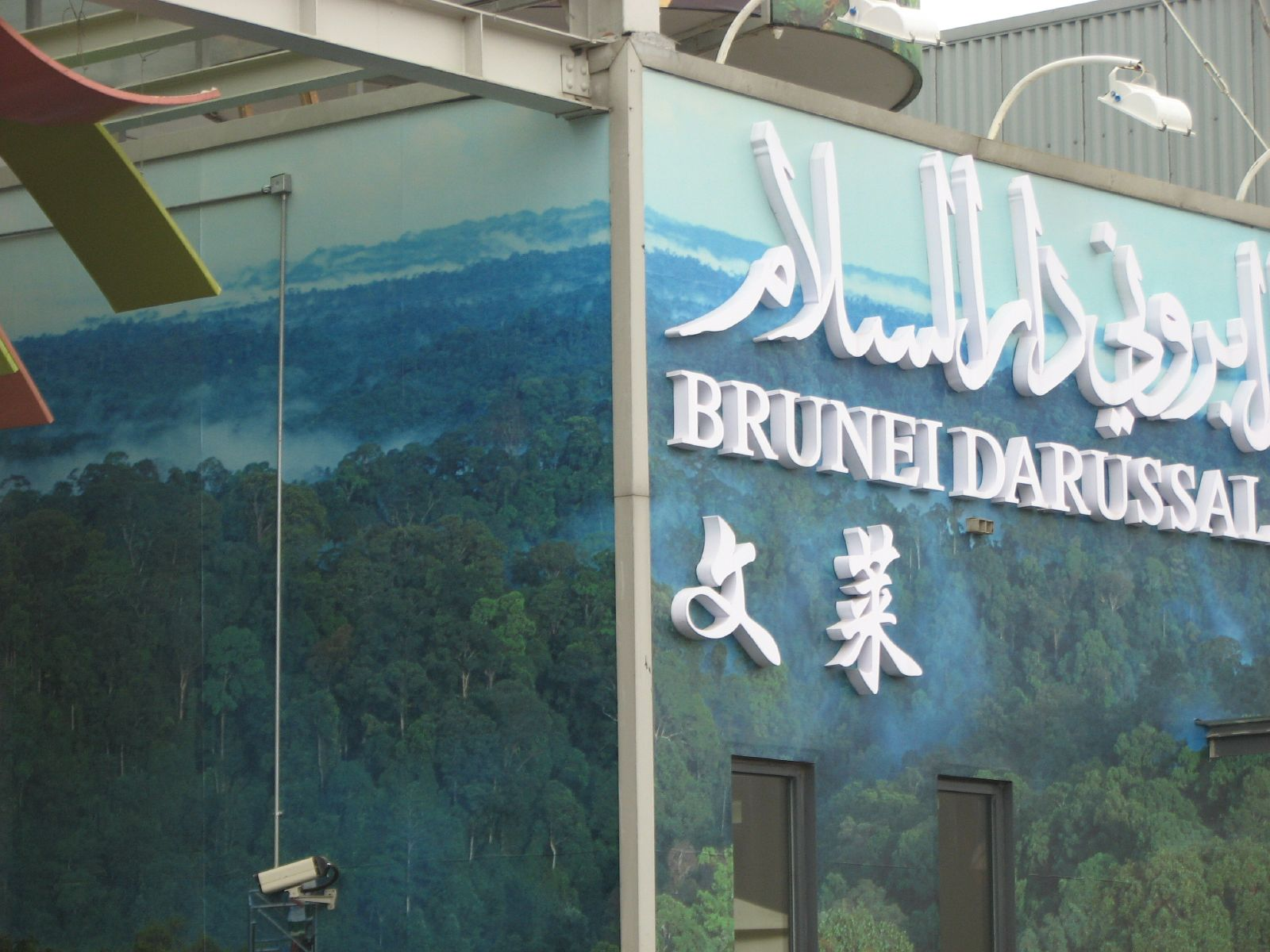
Pavillon du Brunei.
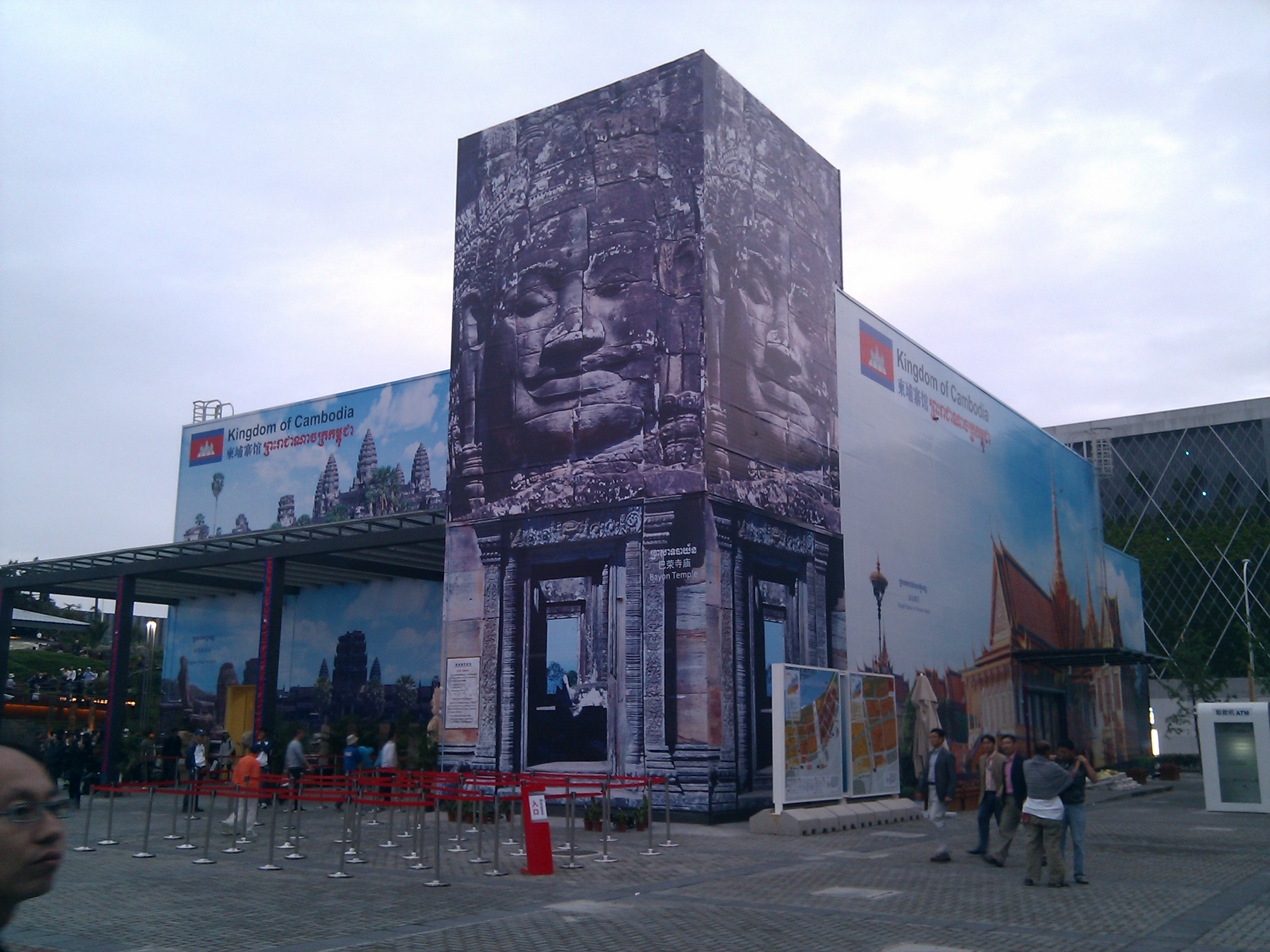
Pavillon du Cambodge.
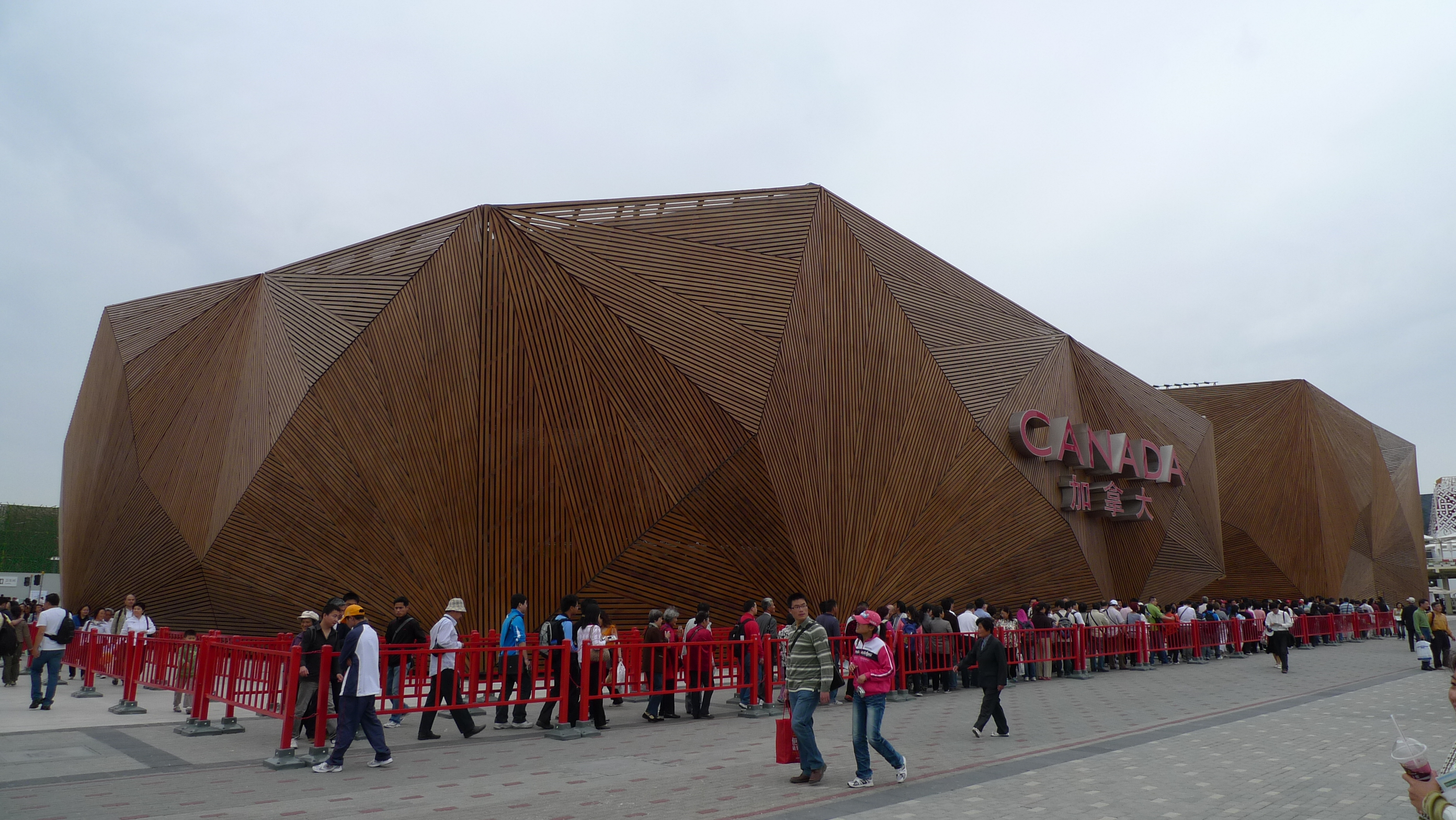
Pavillon du Canada.
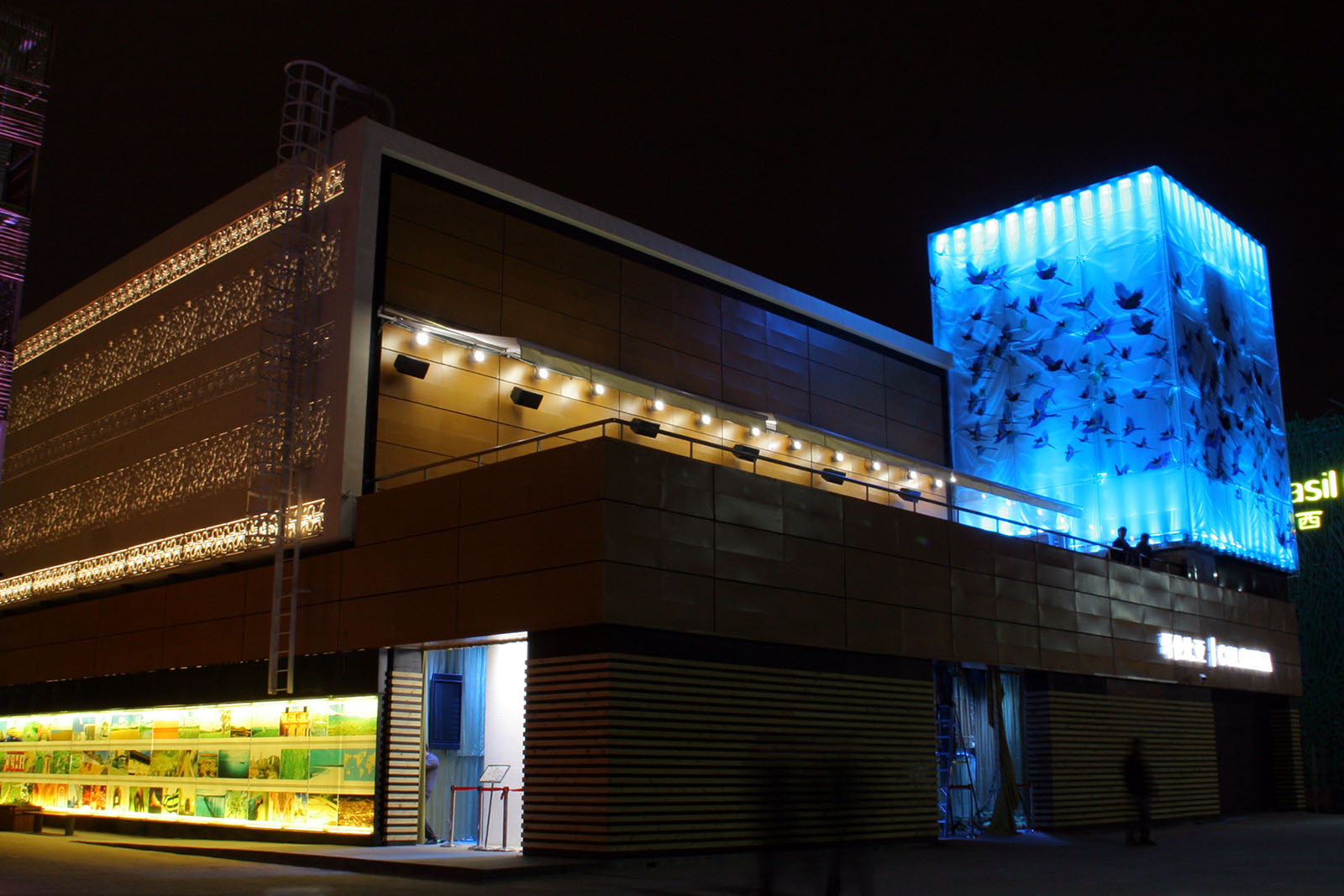
Pavillon de la Colombie.
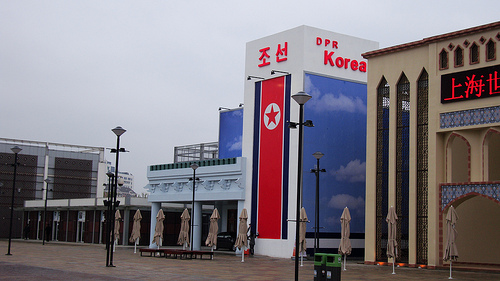
Pavillon de la Corée du Nord.
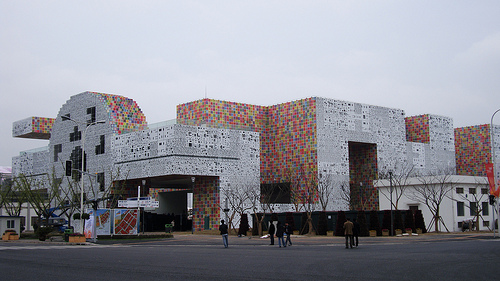
Pavillon de la Corée du Sud.
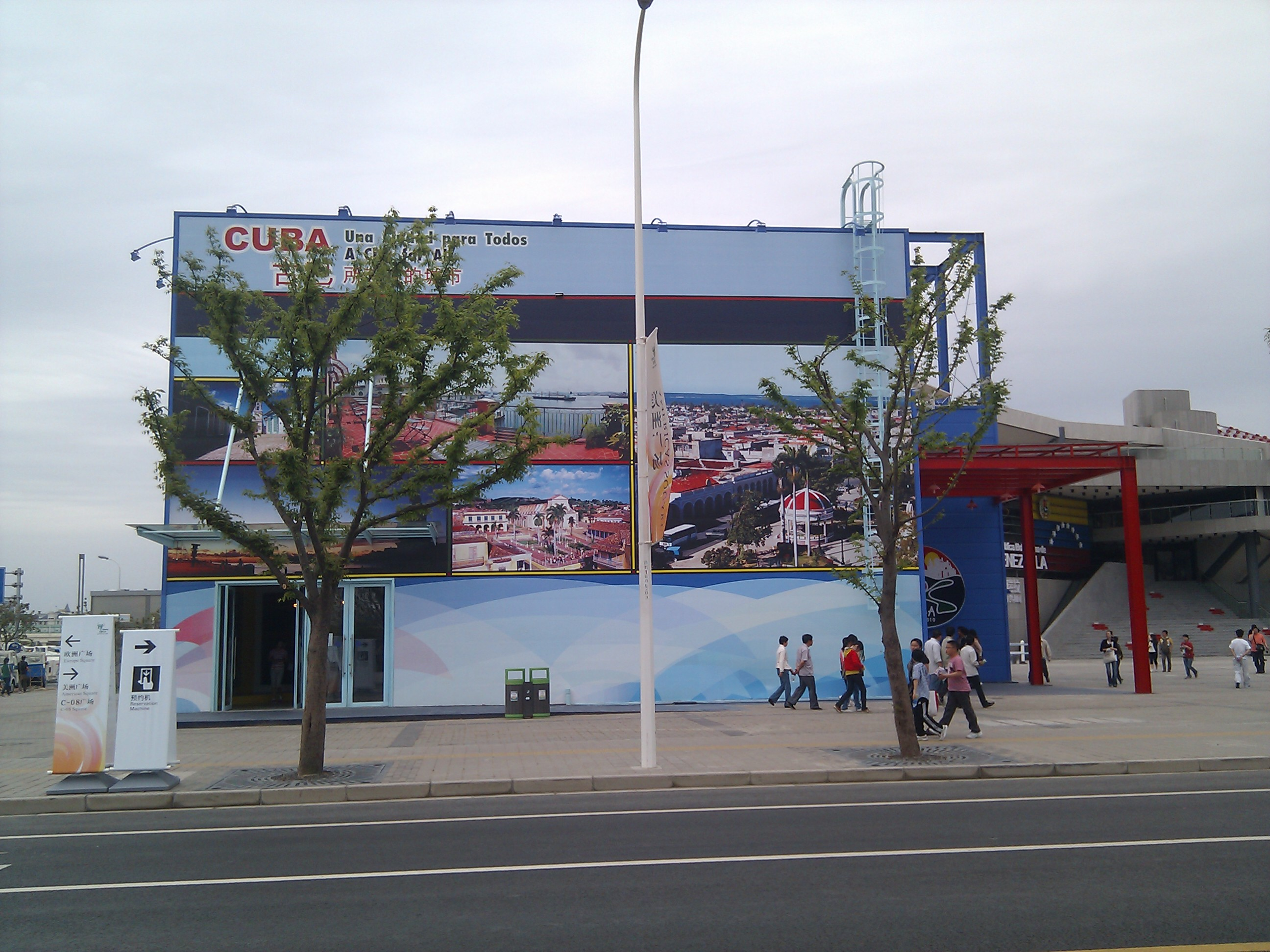
Pavillon de Cuba.
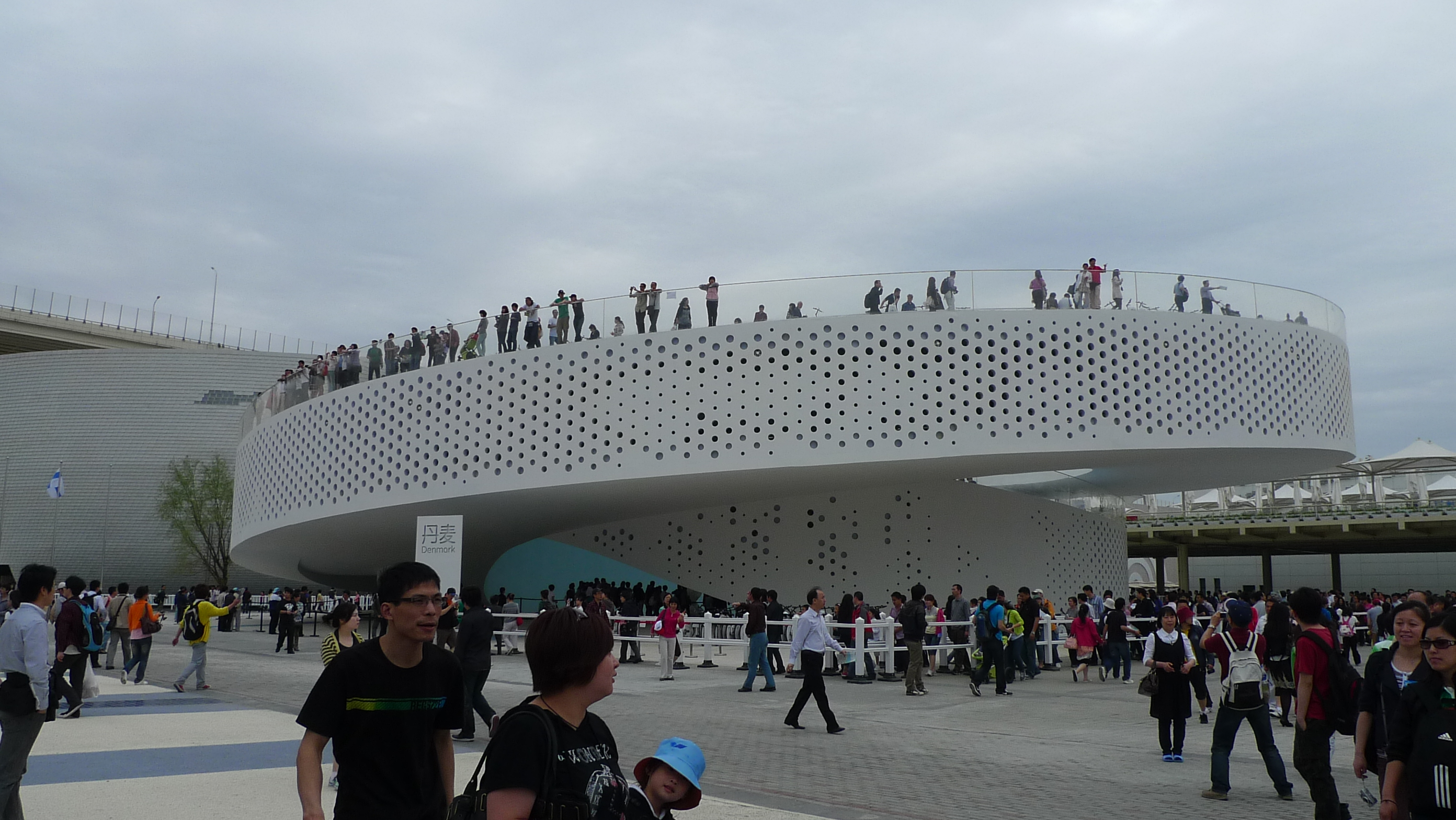
Pavillon du Danemark.
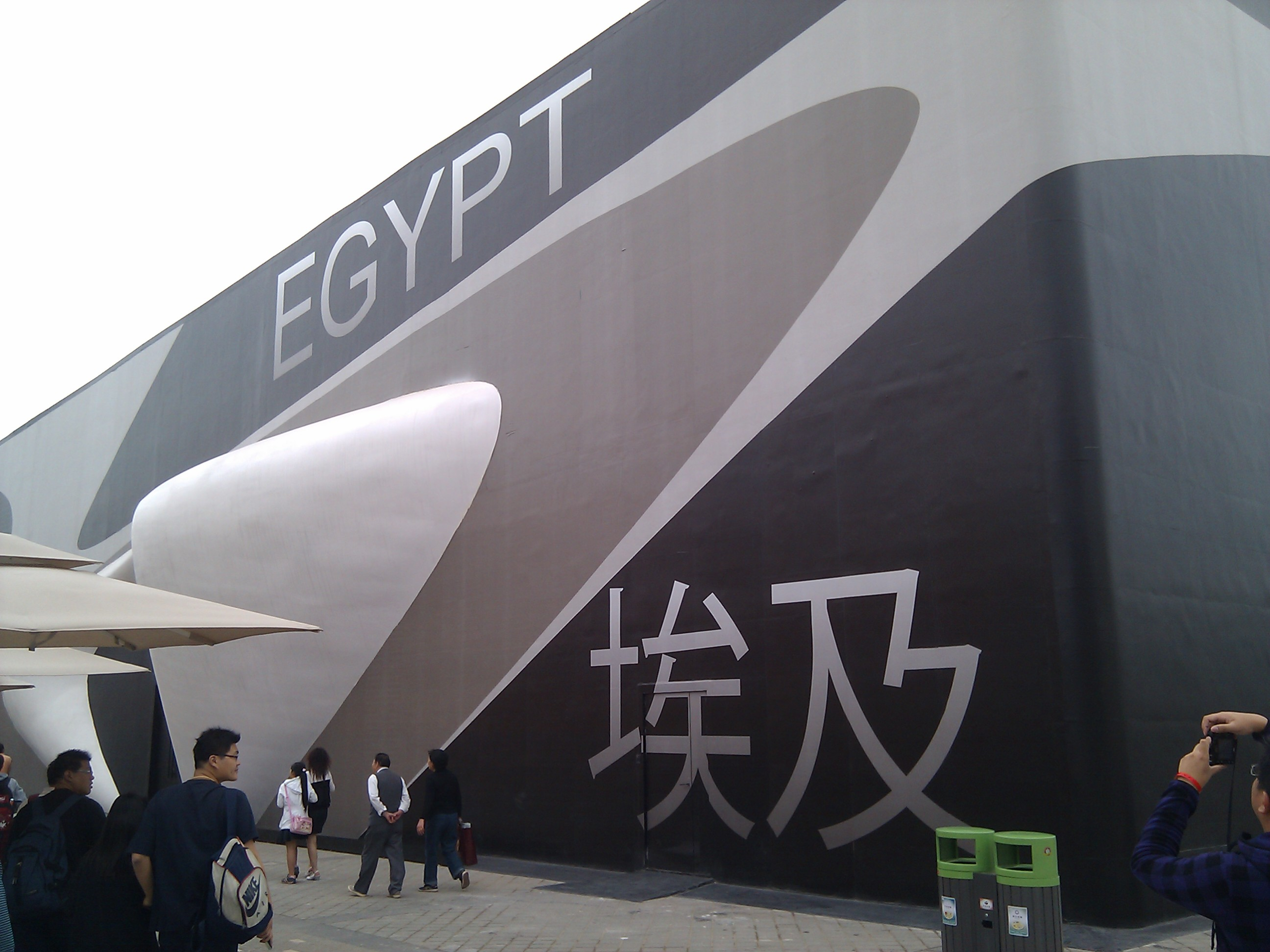
Pavillon de l'Égypte.
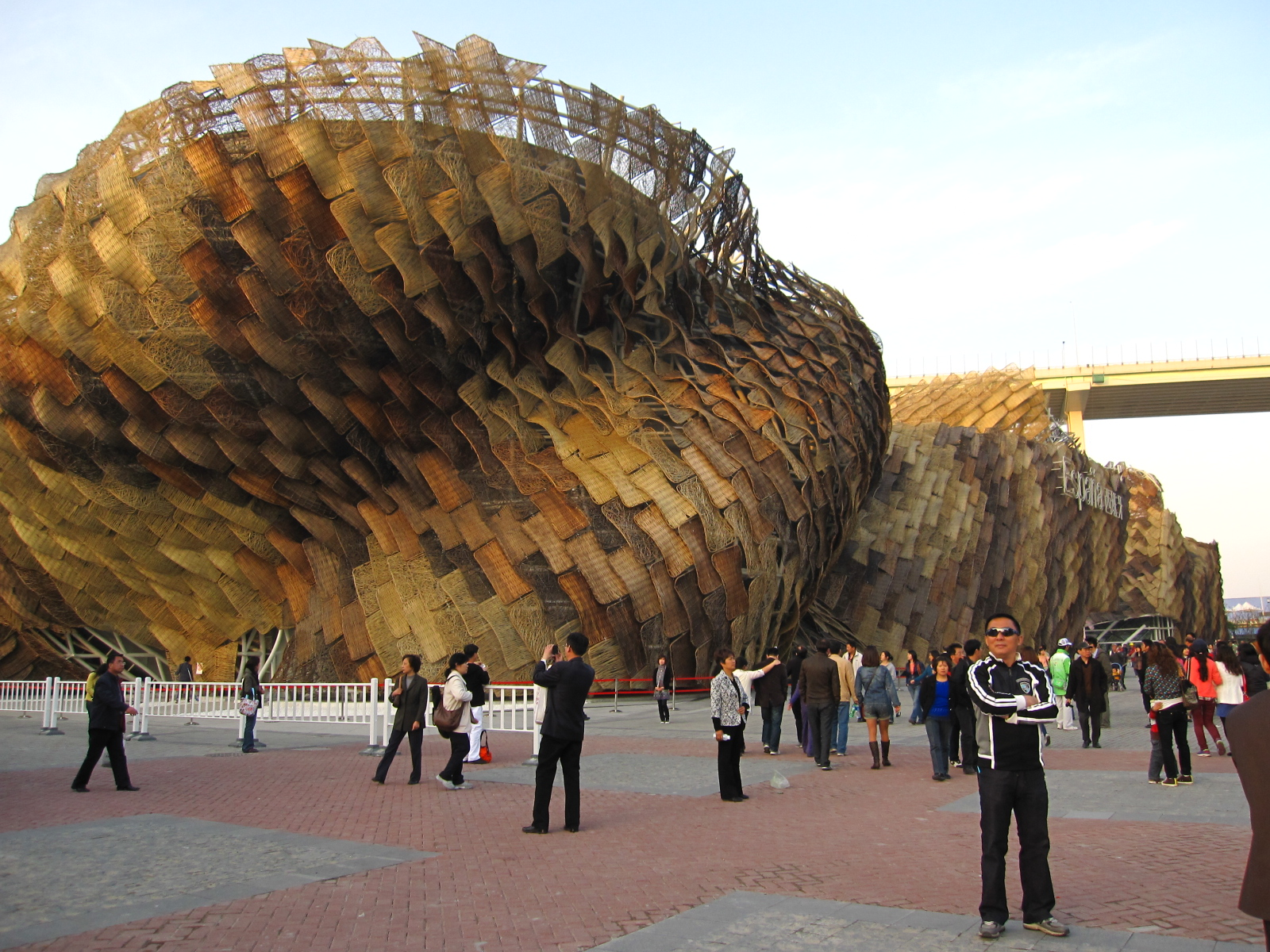
Pavillon de l'Espagne.
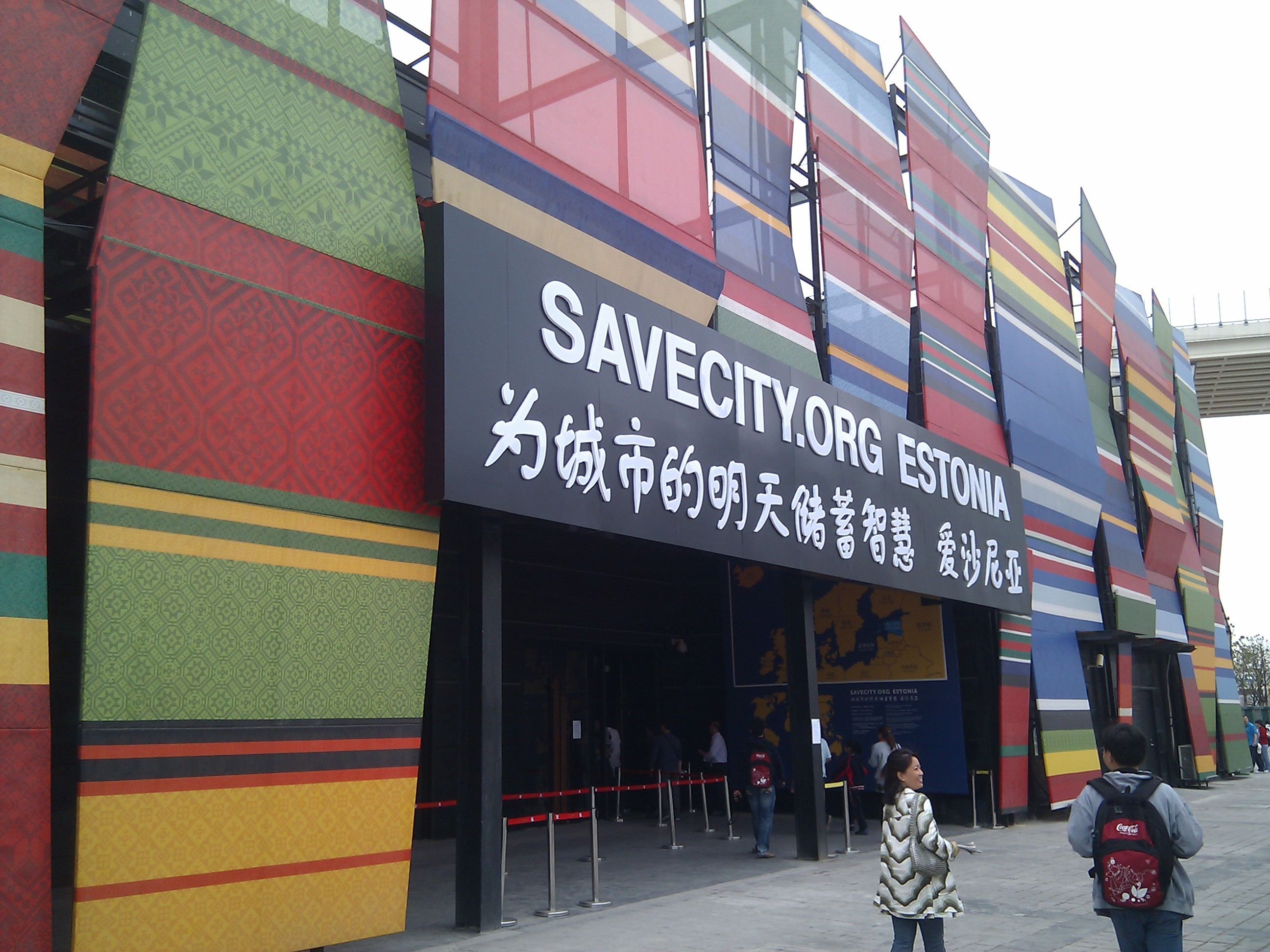
Pavillon de l'Estonie.
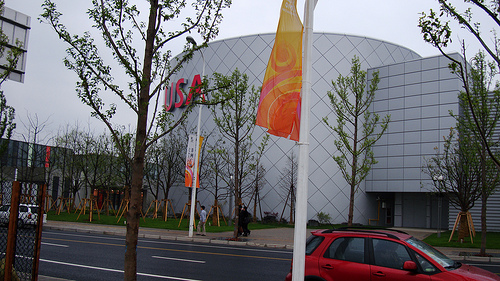
Pavillon des États-Unis.
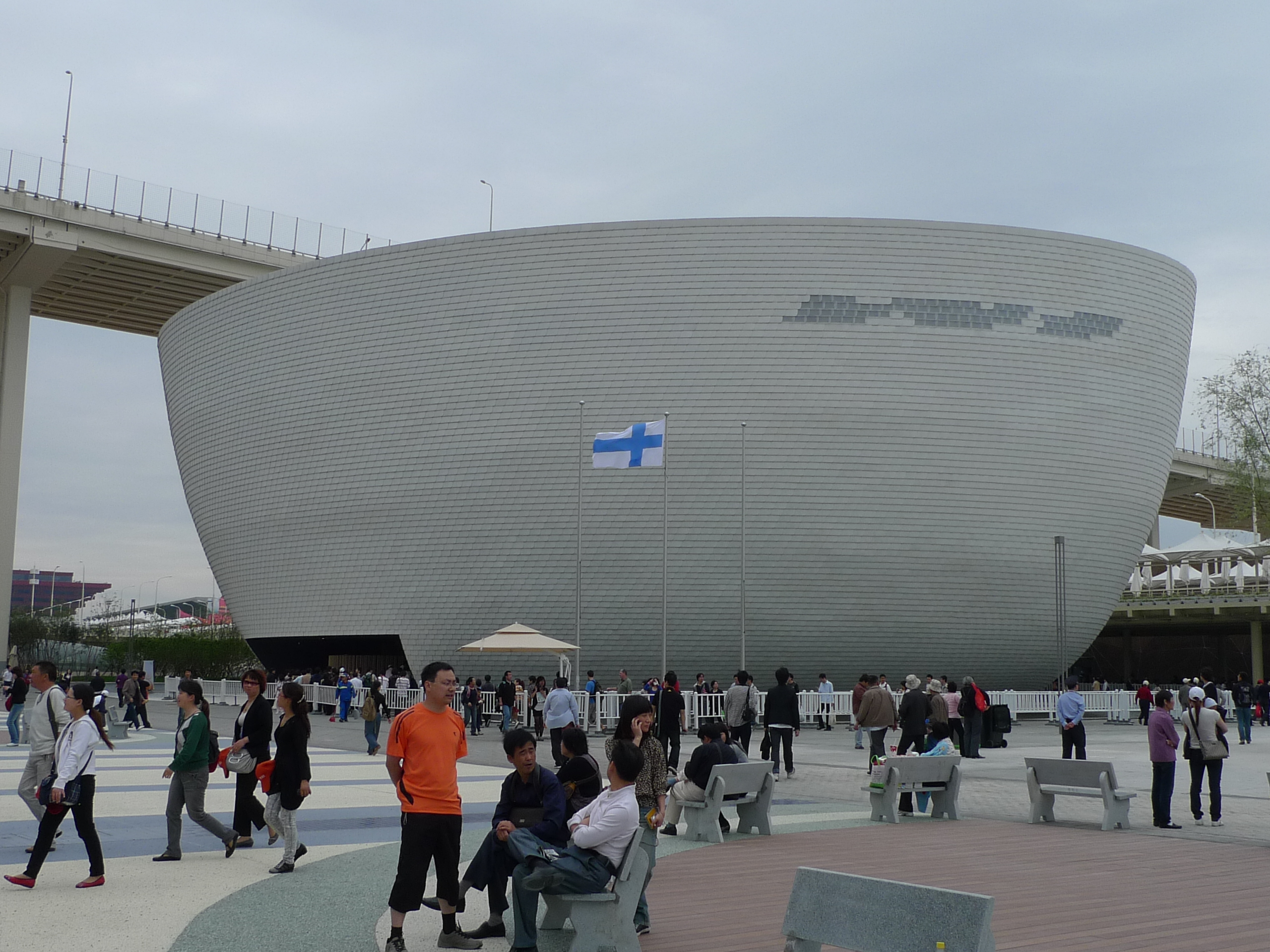
Pavillon de la Finlande.
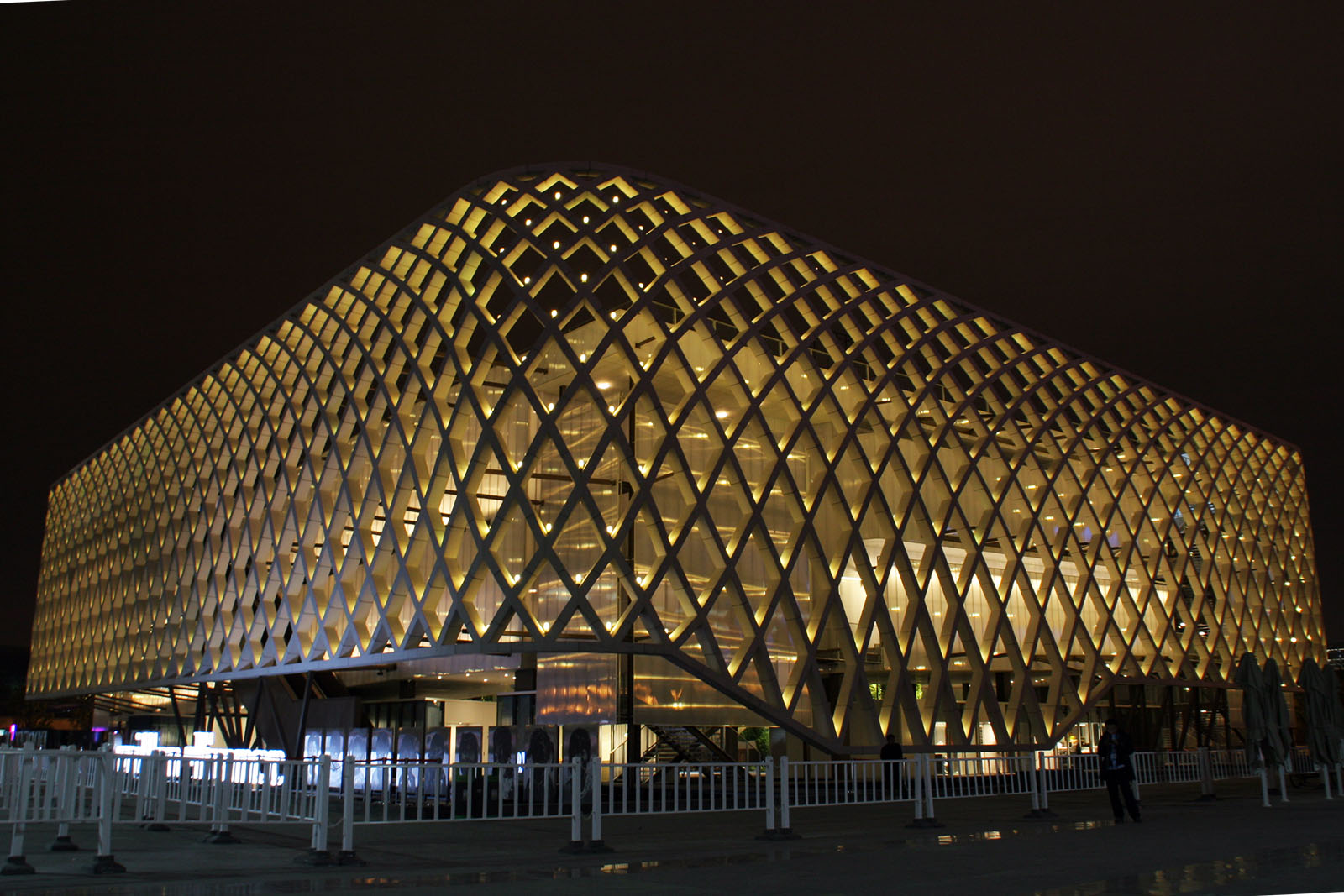
Pavillon de la France.
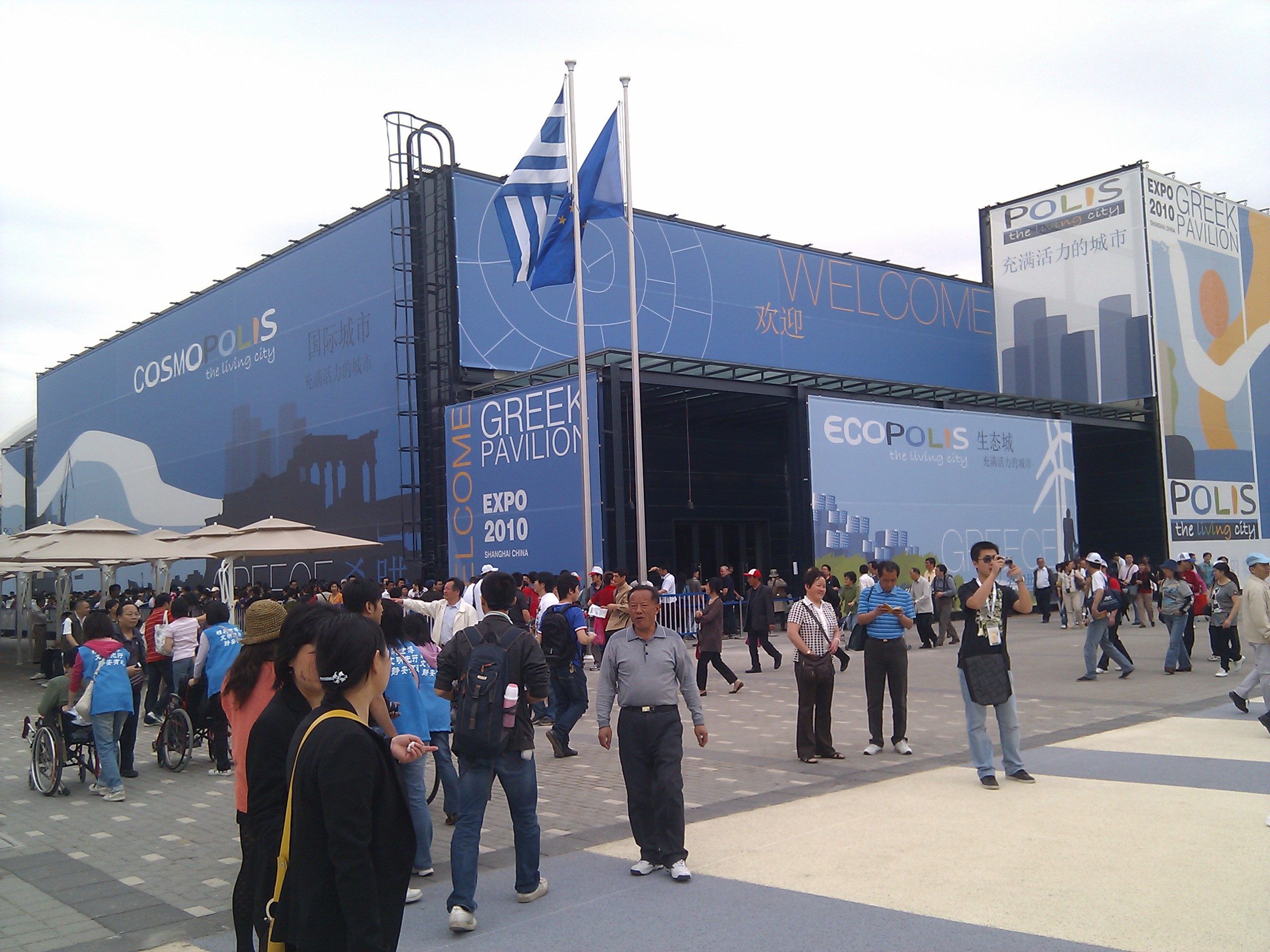
Pavillon de la Grèce.
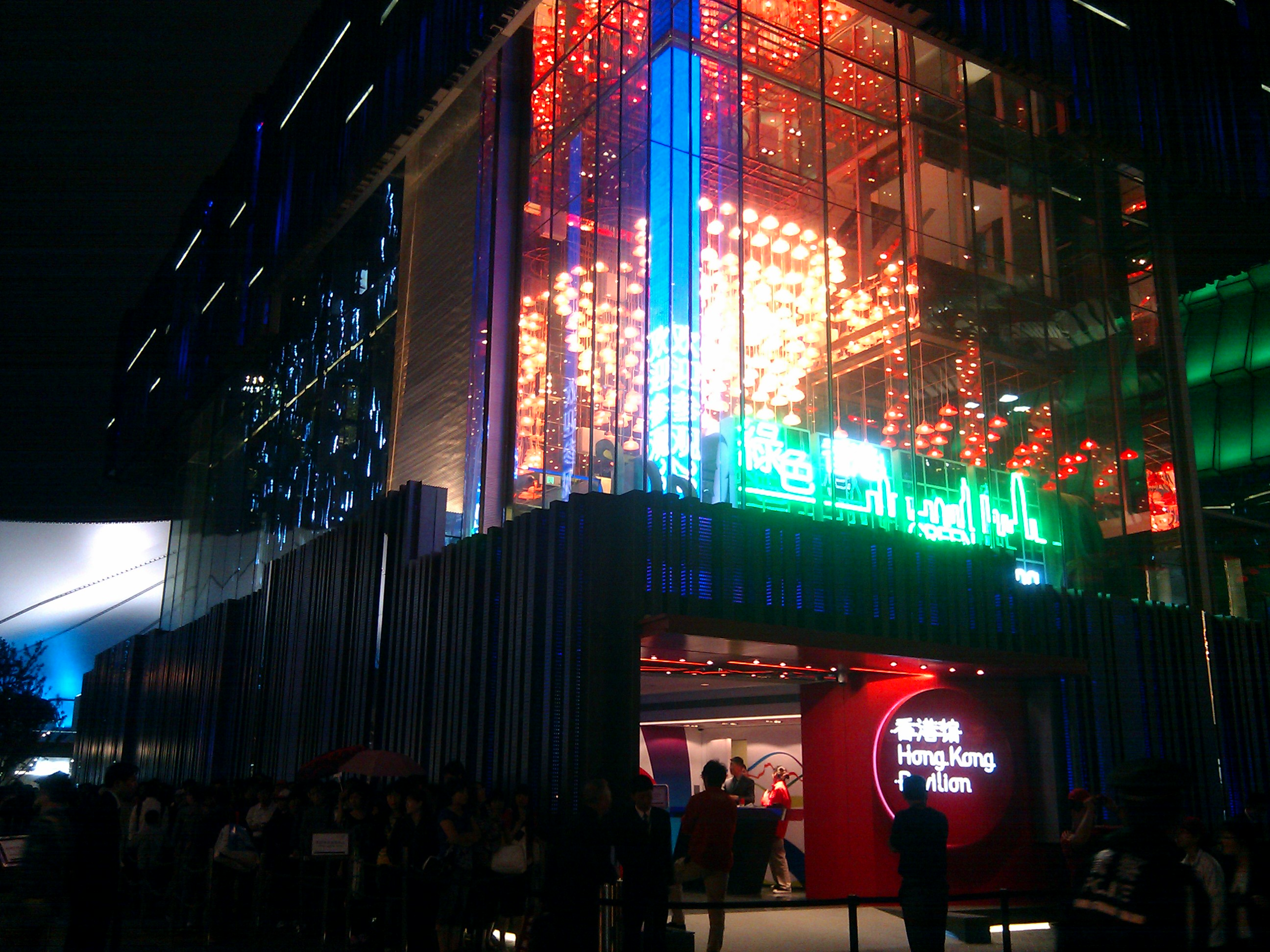
Pavillon de Hong Kong.
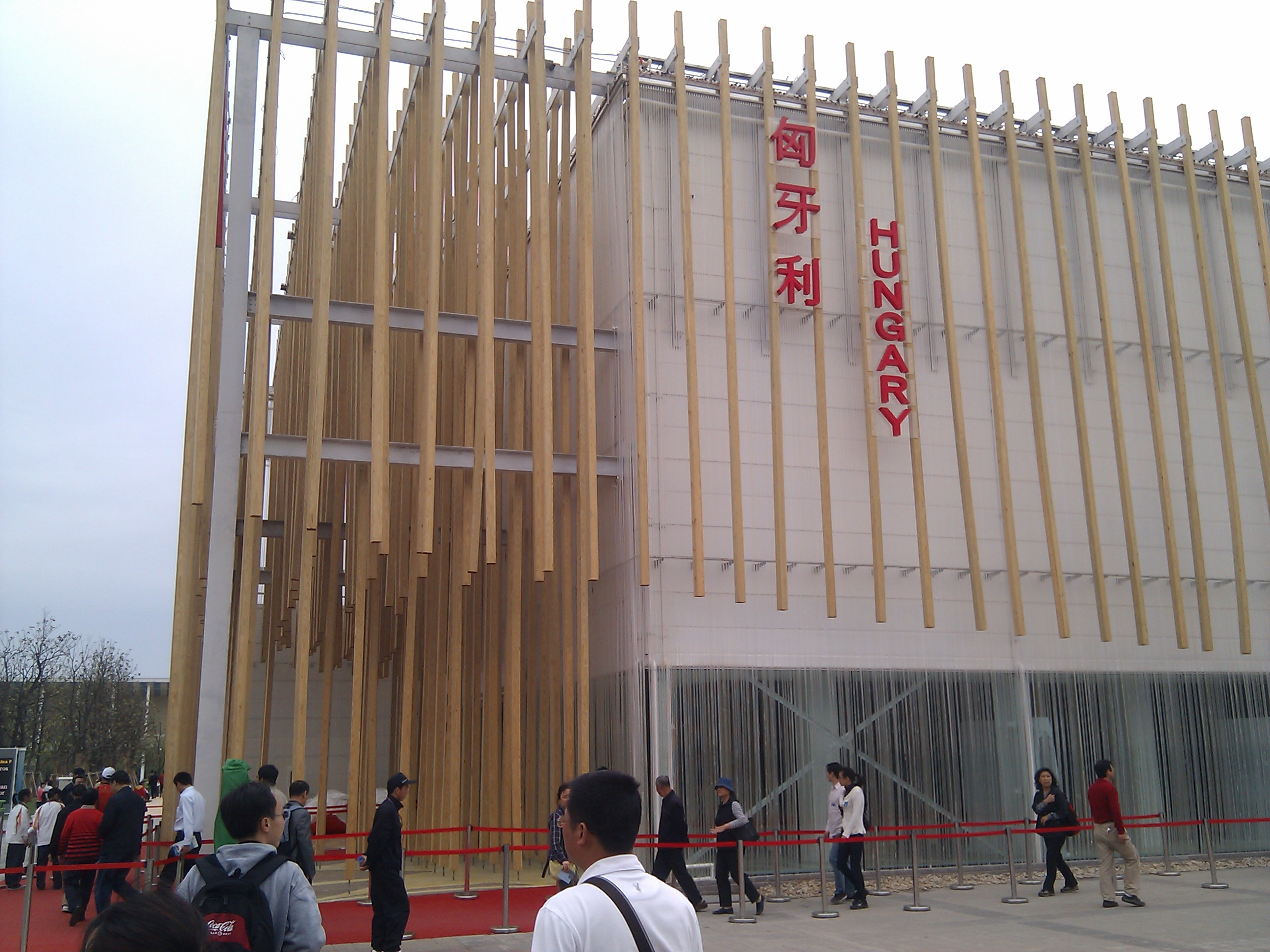
Pavillon de la Hongrie.
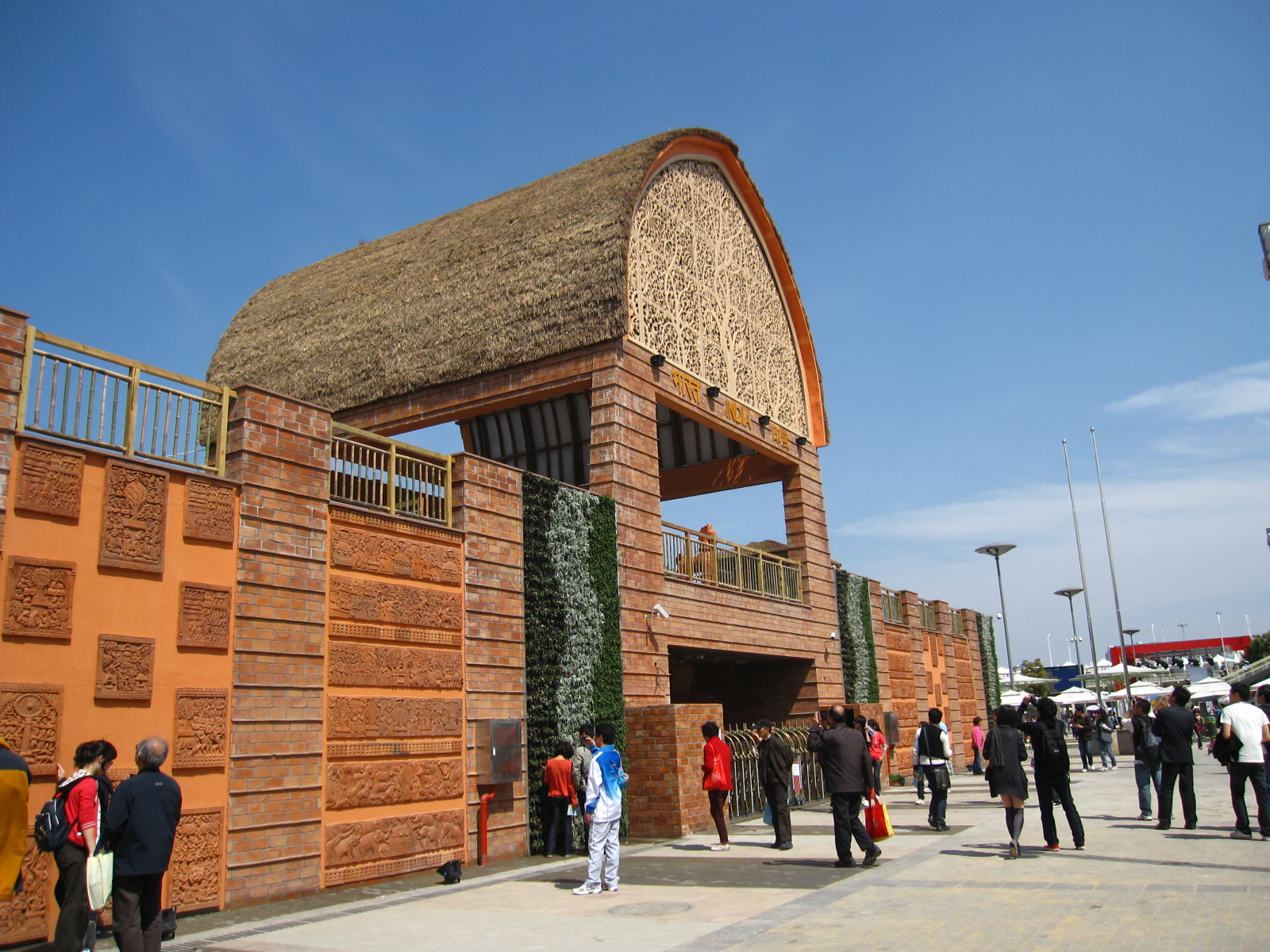
Pavillon de l'Inde.
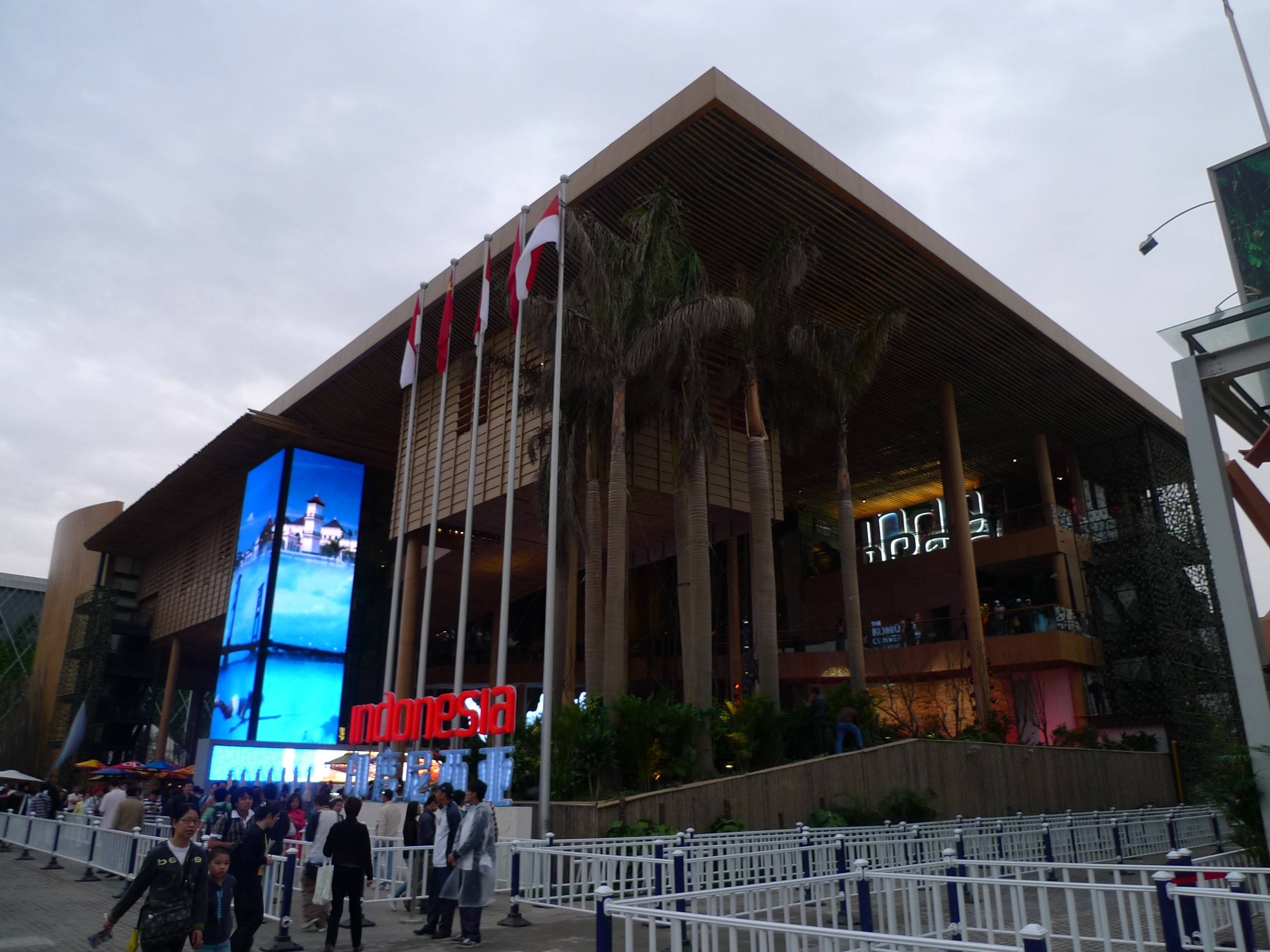
Pavillon de l'Indonésie.
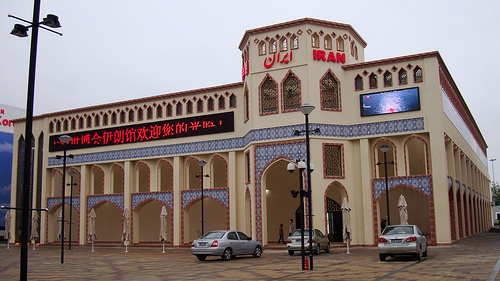
Pavillon de l'Iran.
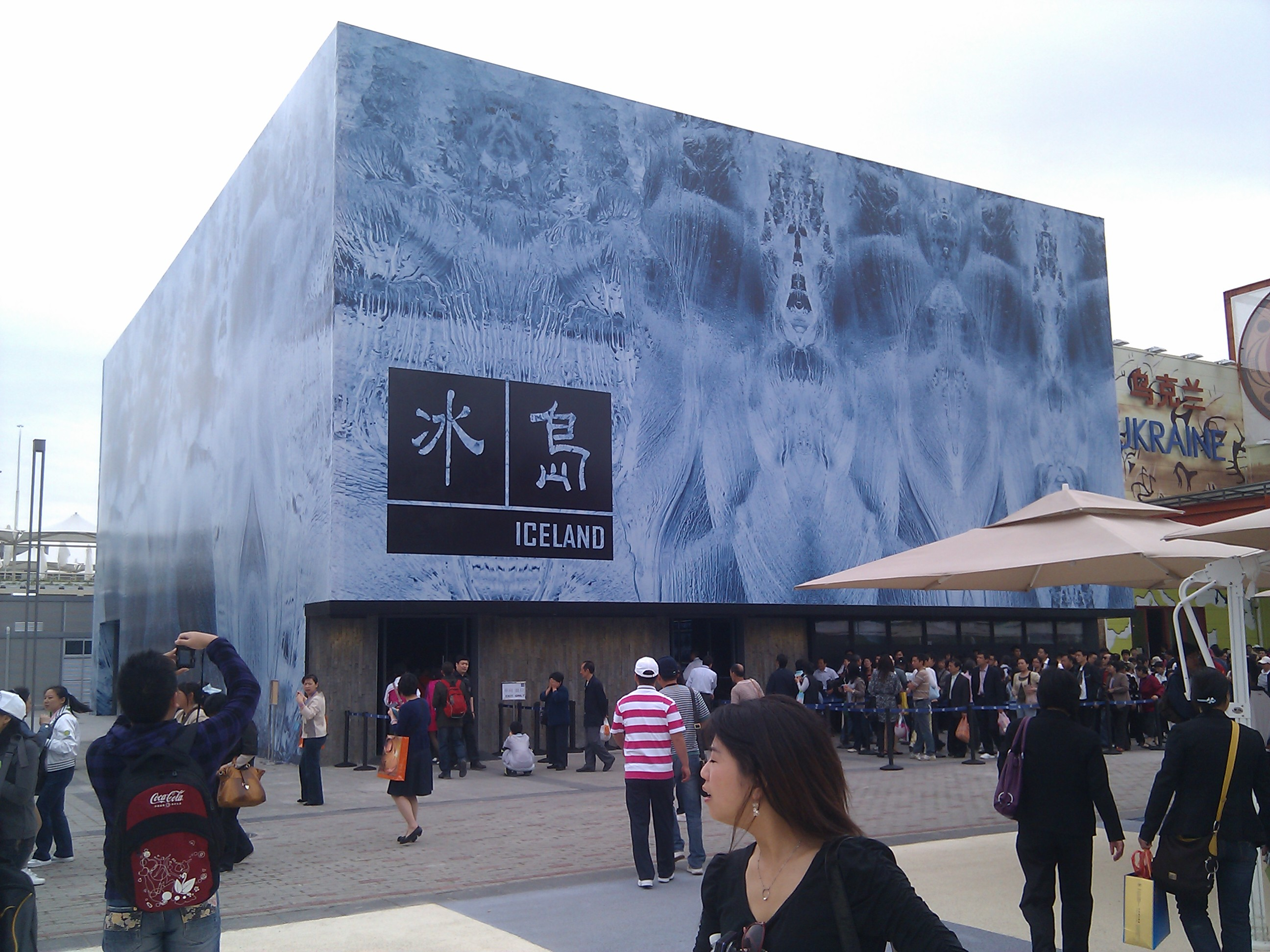
Pavillon de l'Islande.
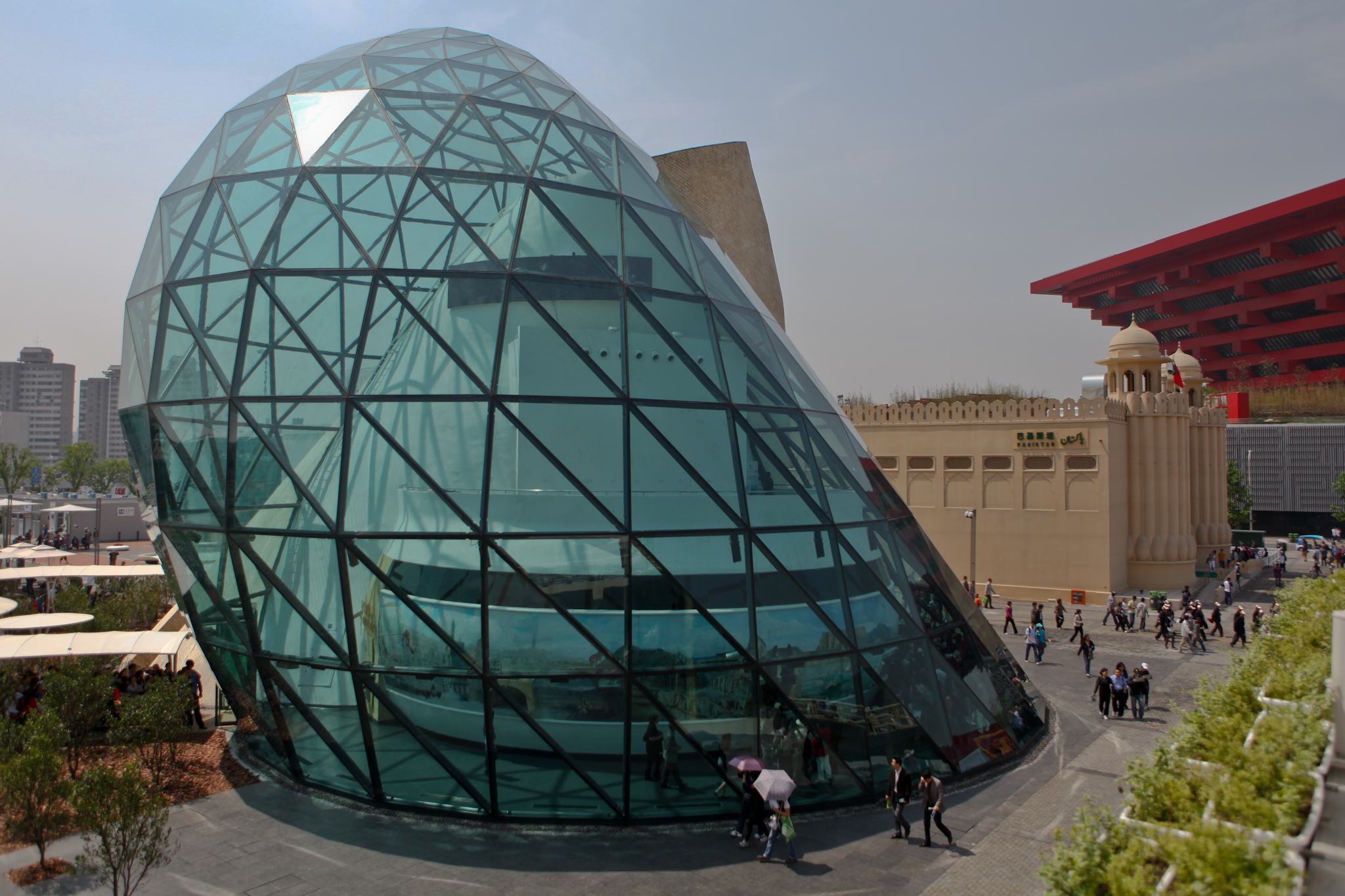
Pavillon d'Israël.
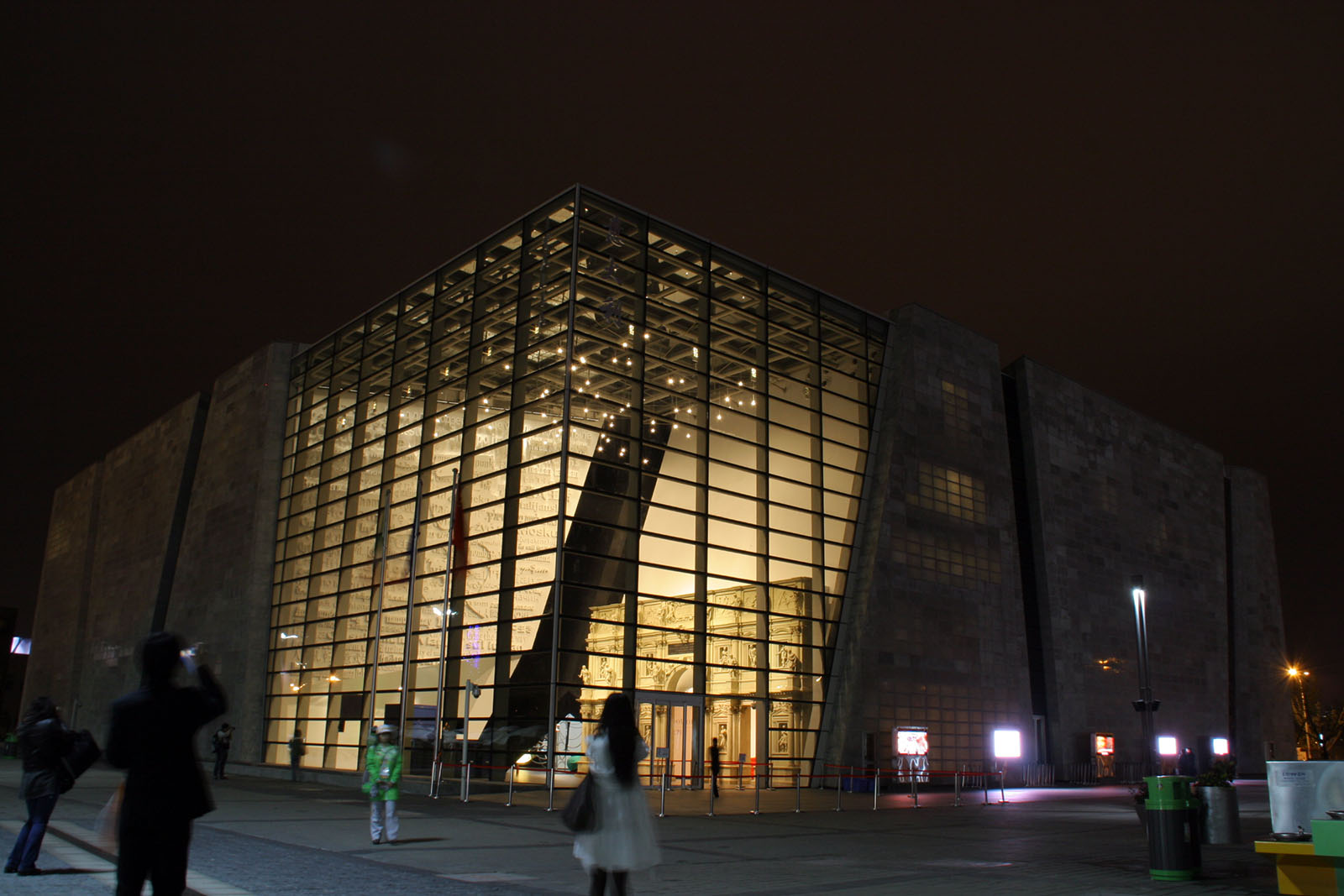
Pavillon de l'Italie.
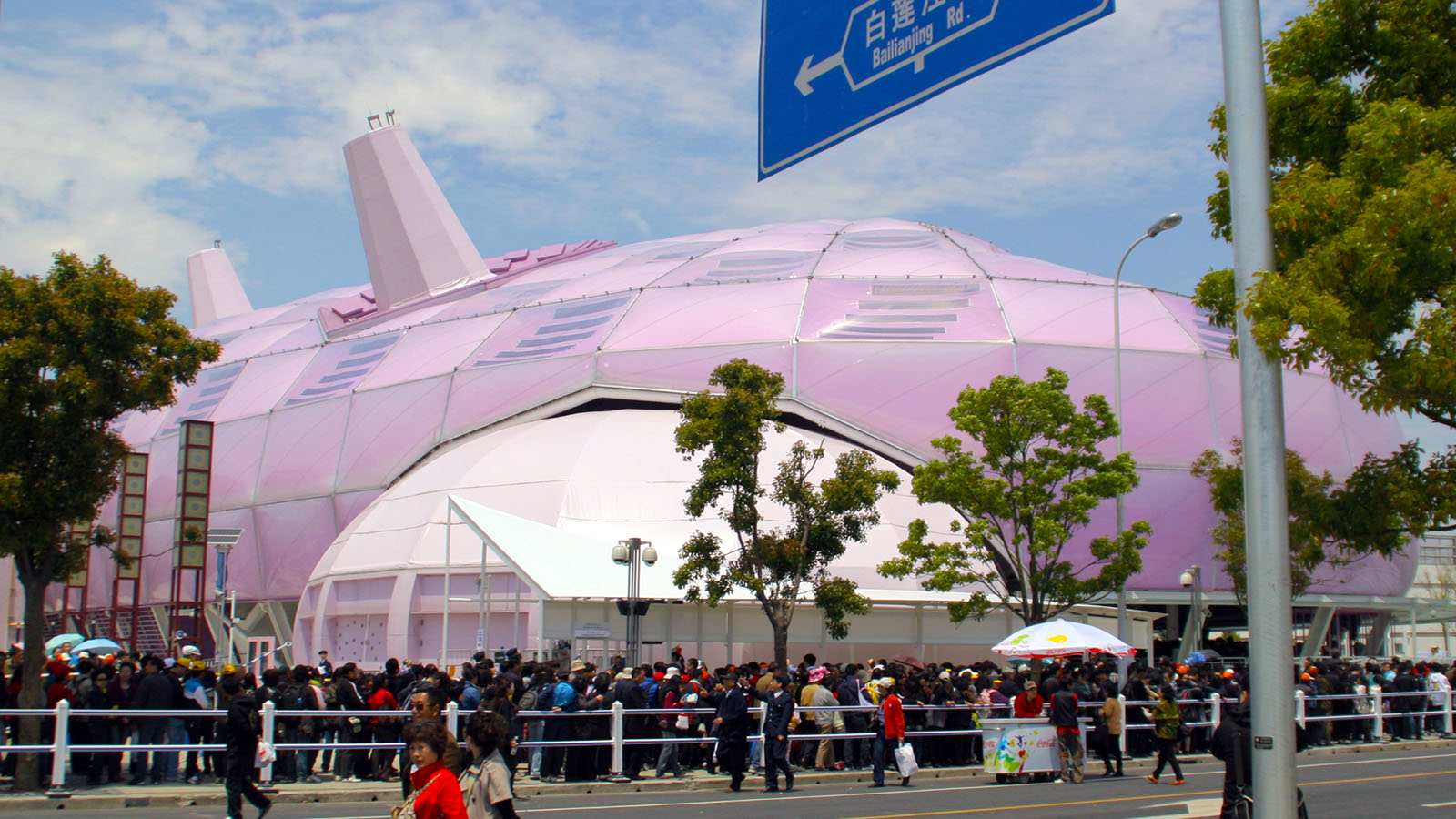
Pavillon du Japon.
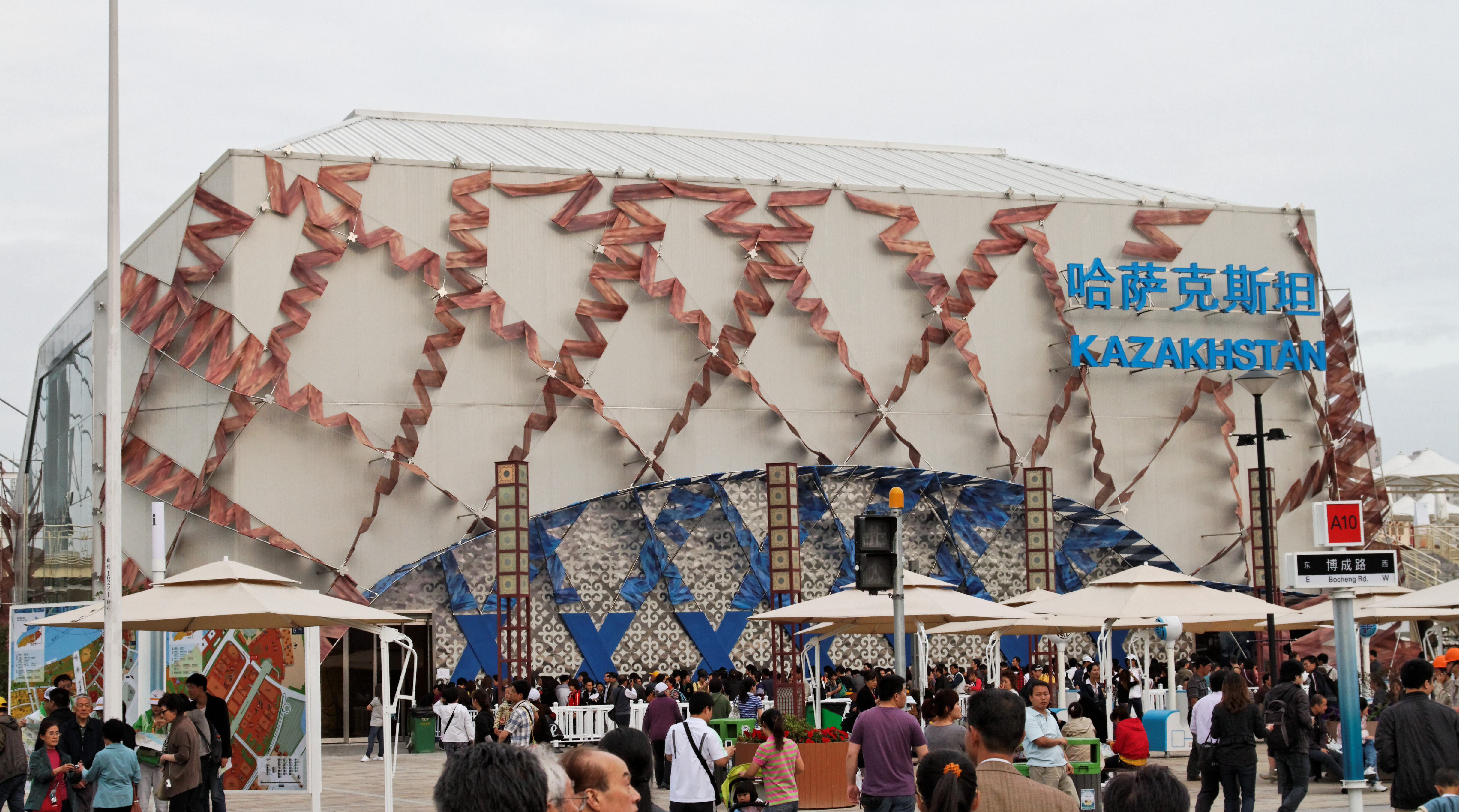
Pavillon du Kazakhstan.
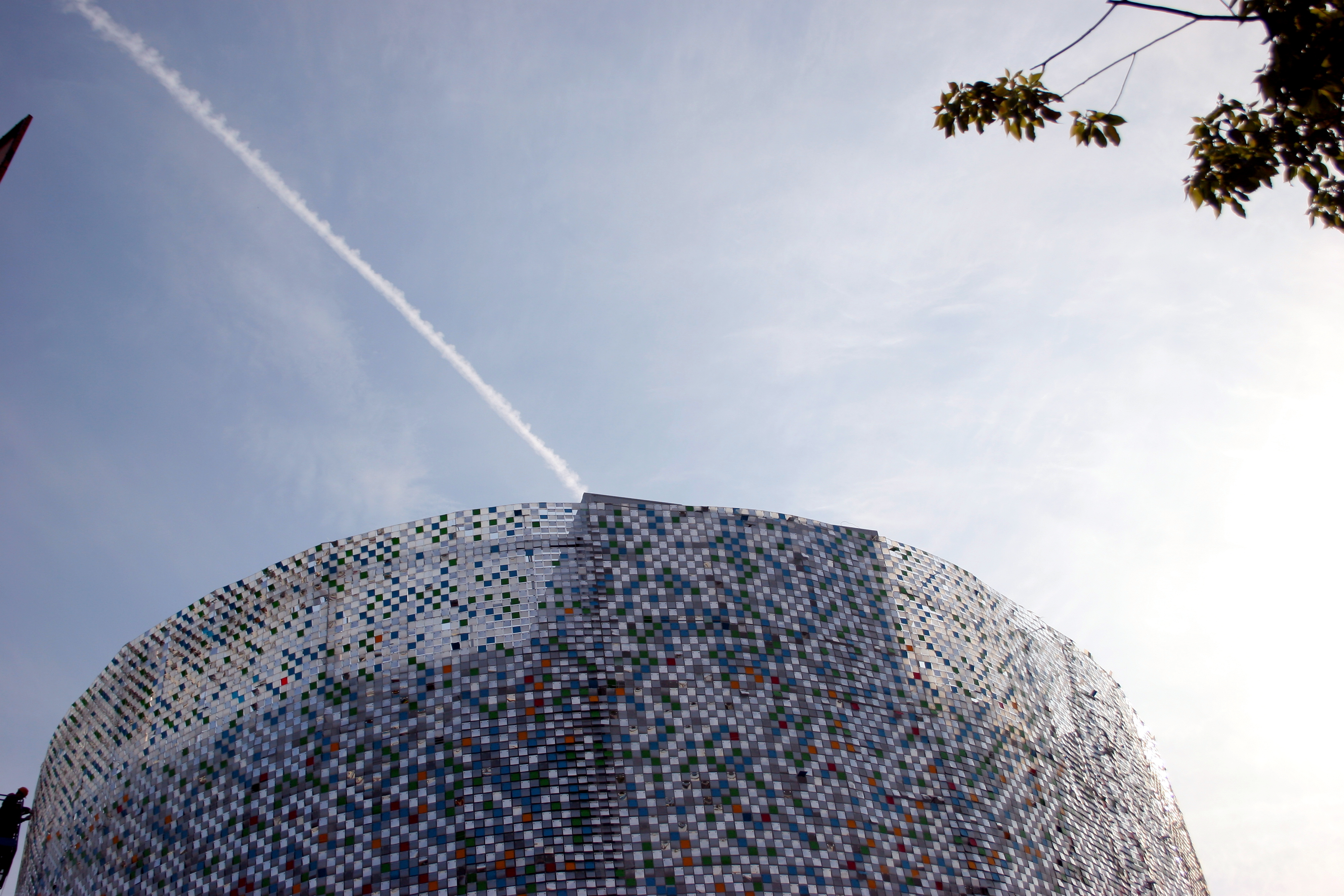
Pavillon de la Lettonie.
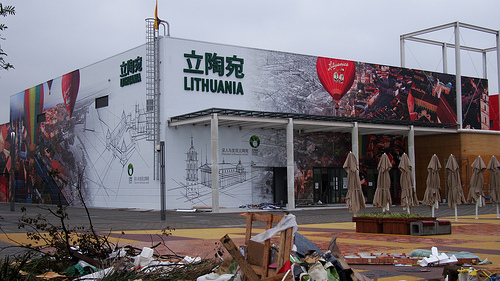
Pavillon de la Lituanie.
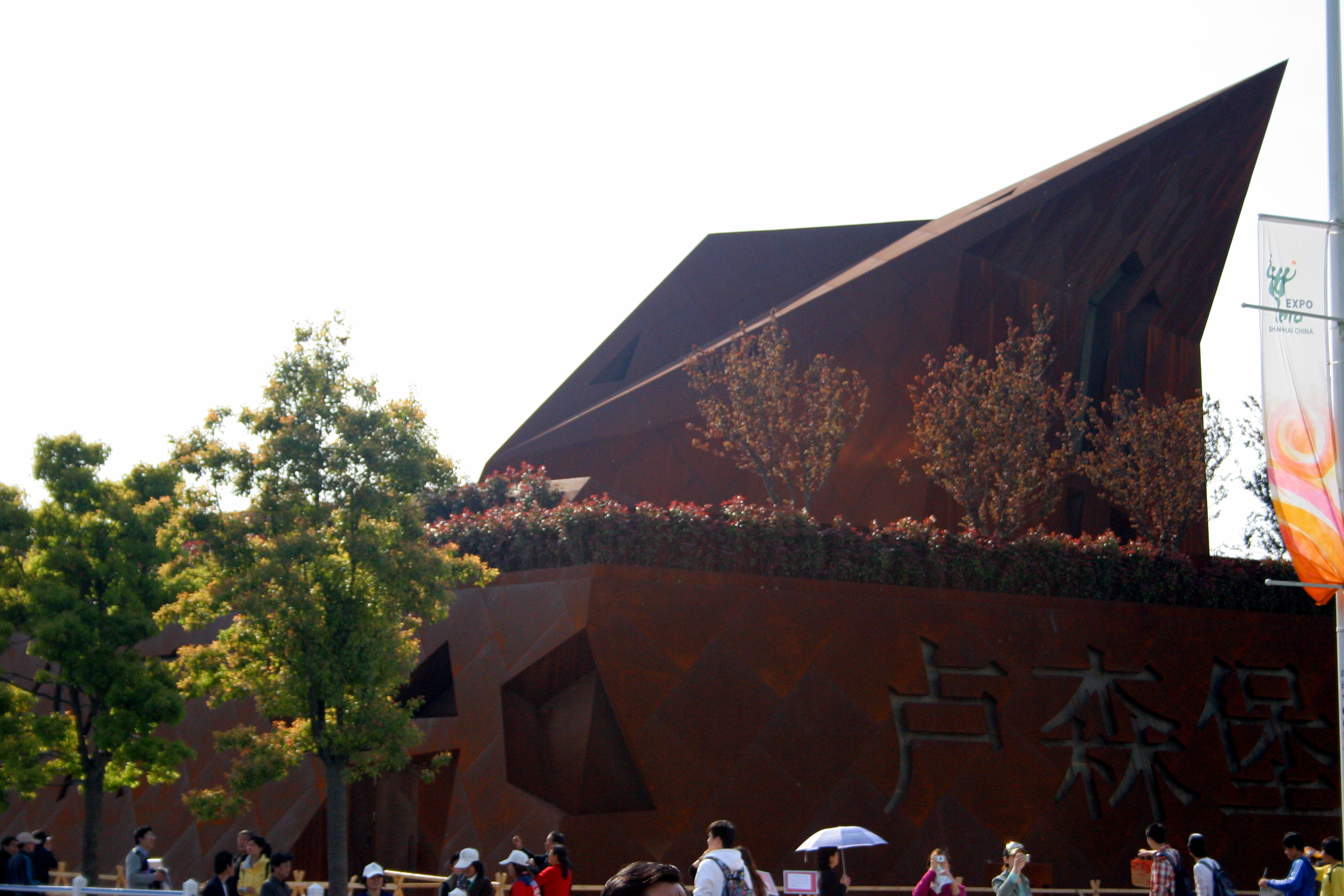
Pavillon du Luxembourg.
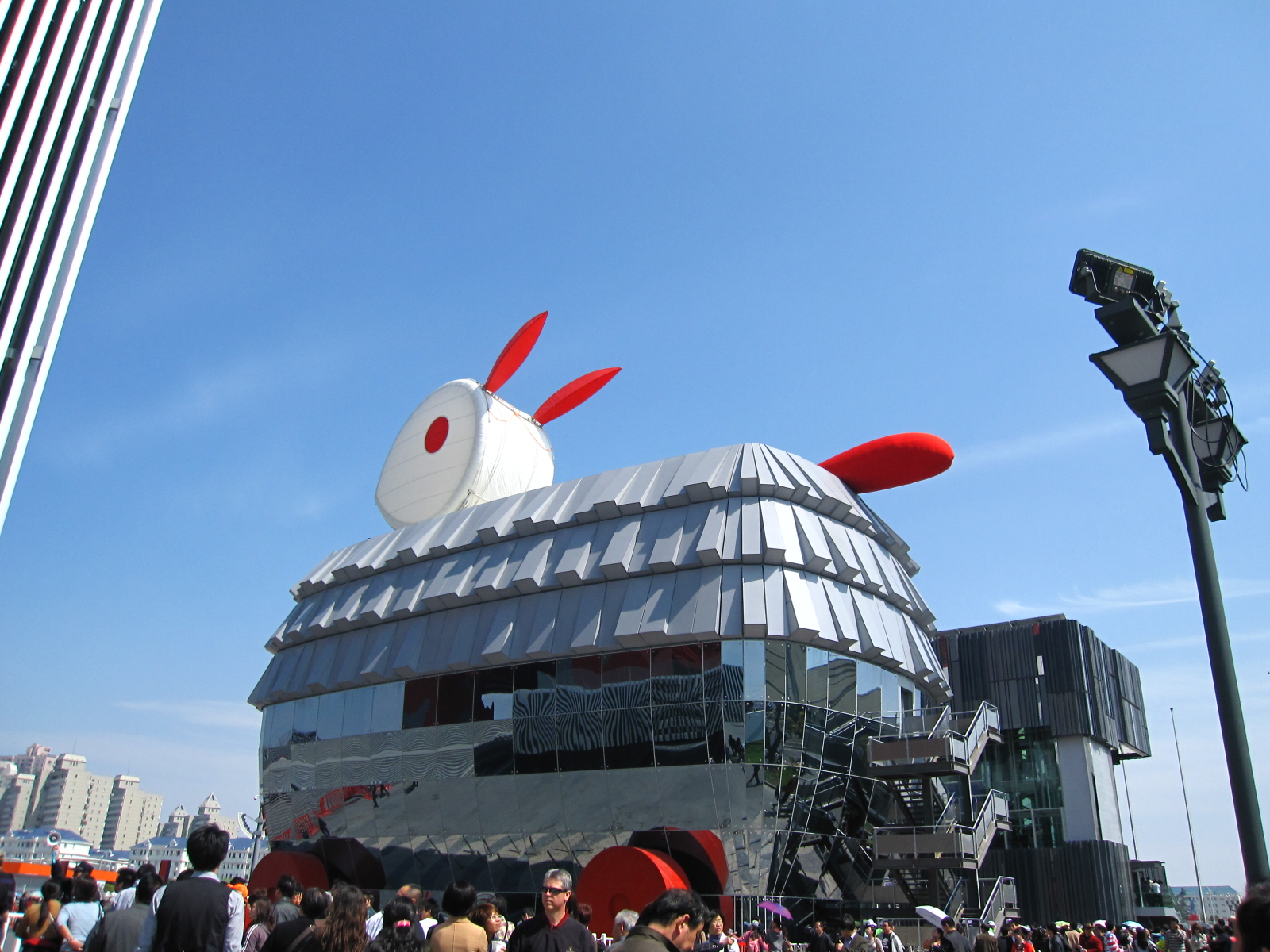
Pavillon de Macao.
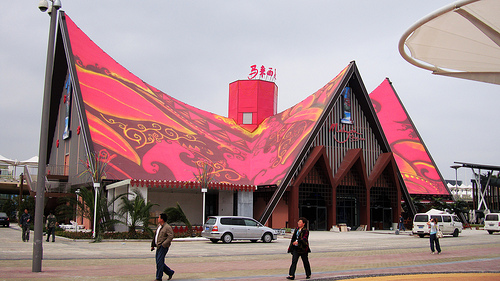
Pavillon de la Malaisie.
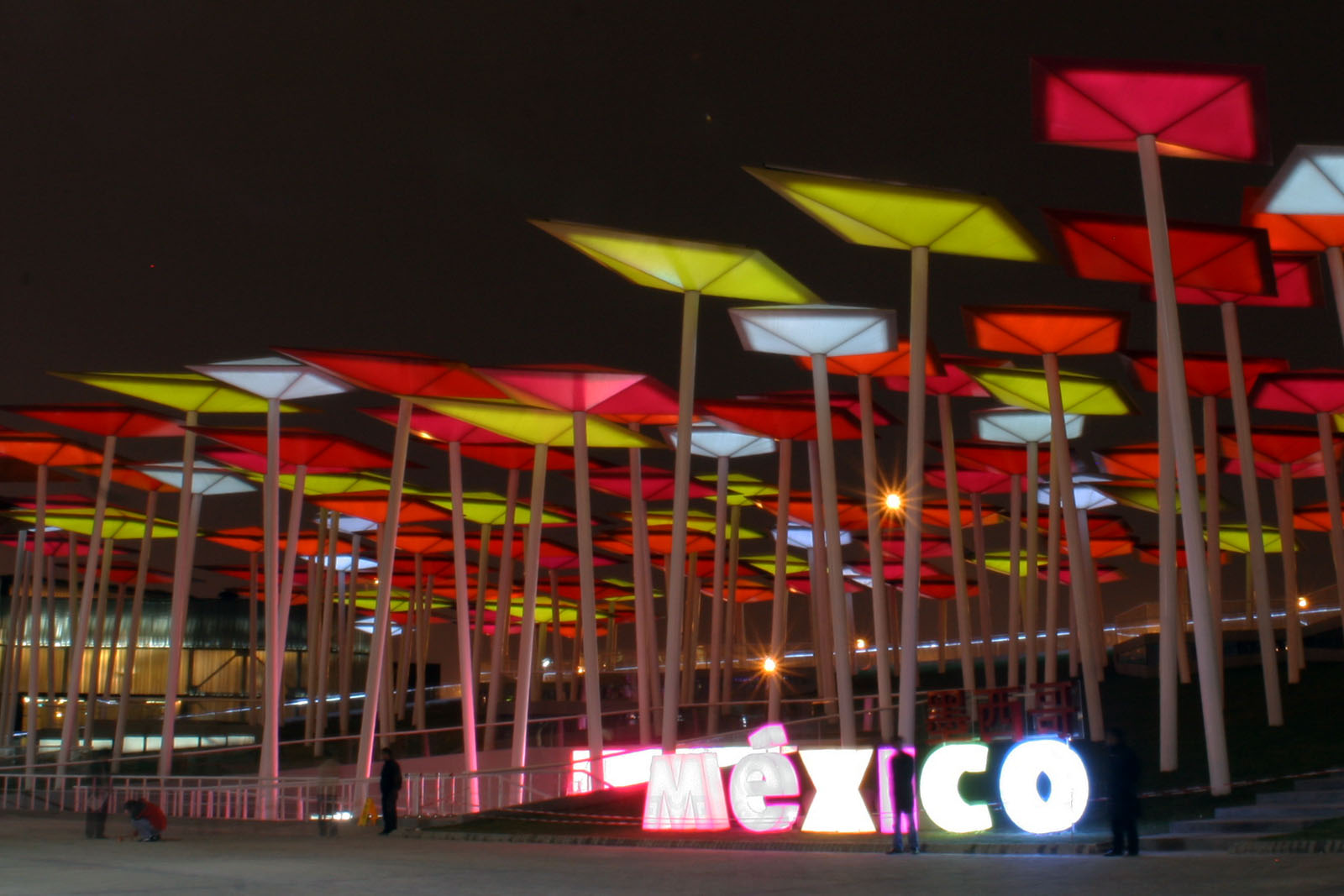
Pavillon du Mexique.
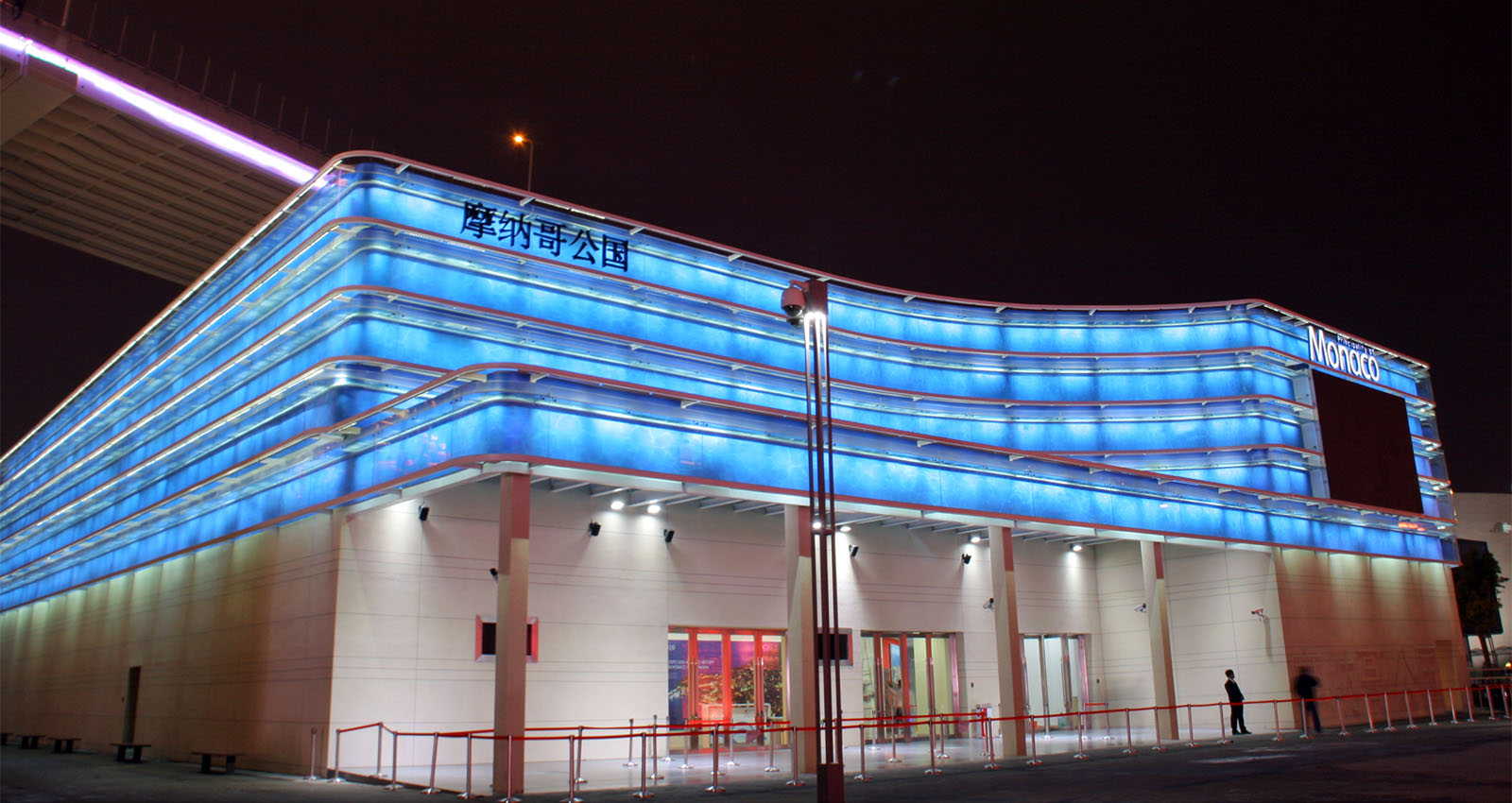
Pavillon de Monaco.
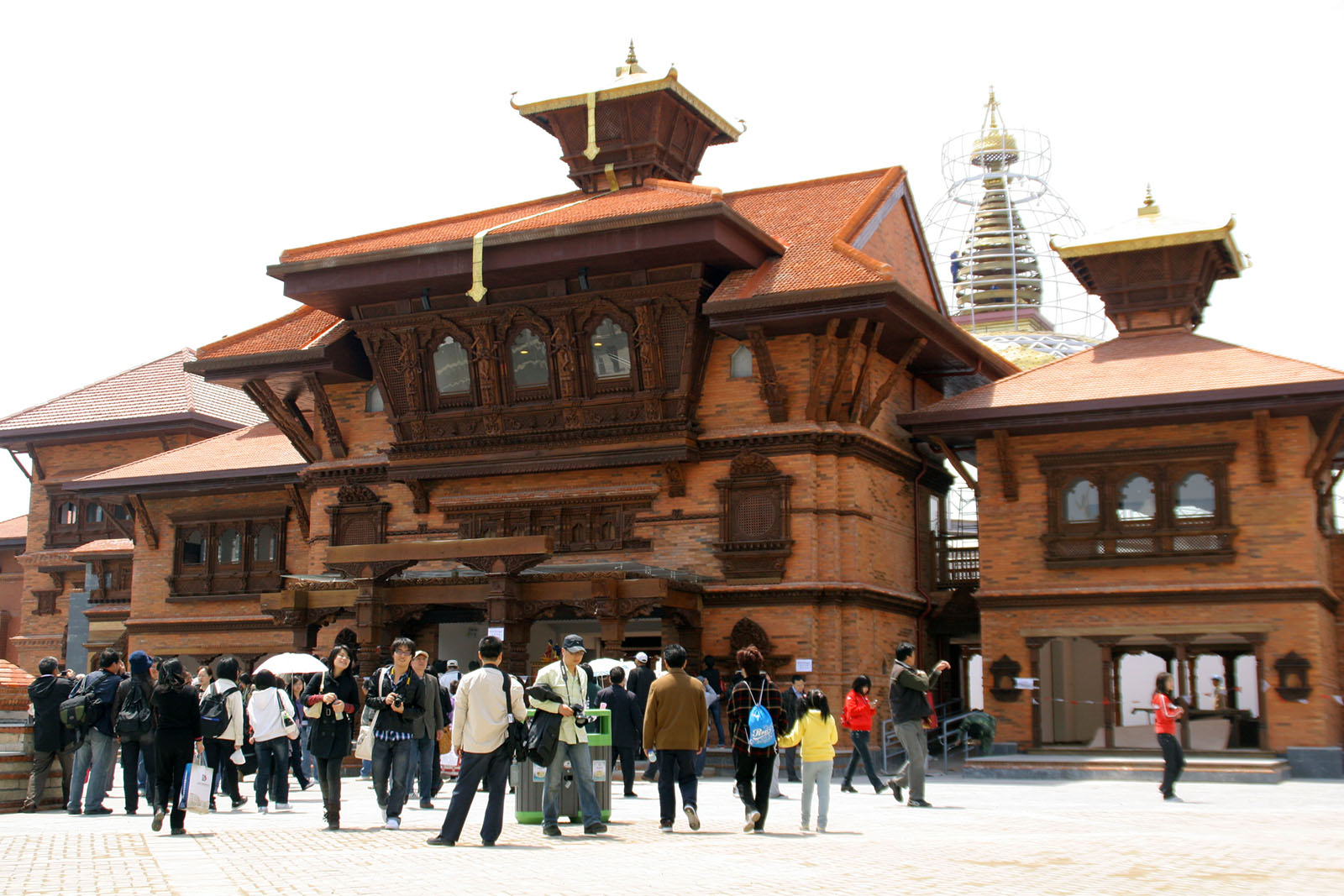
Pavillon du Népal.
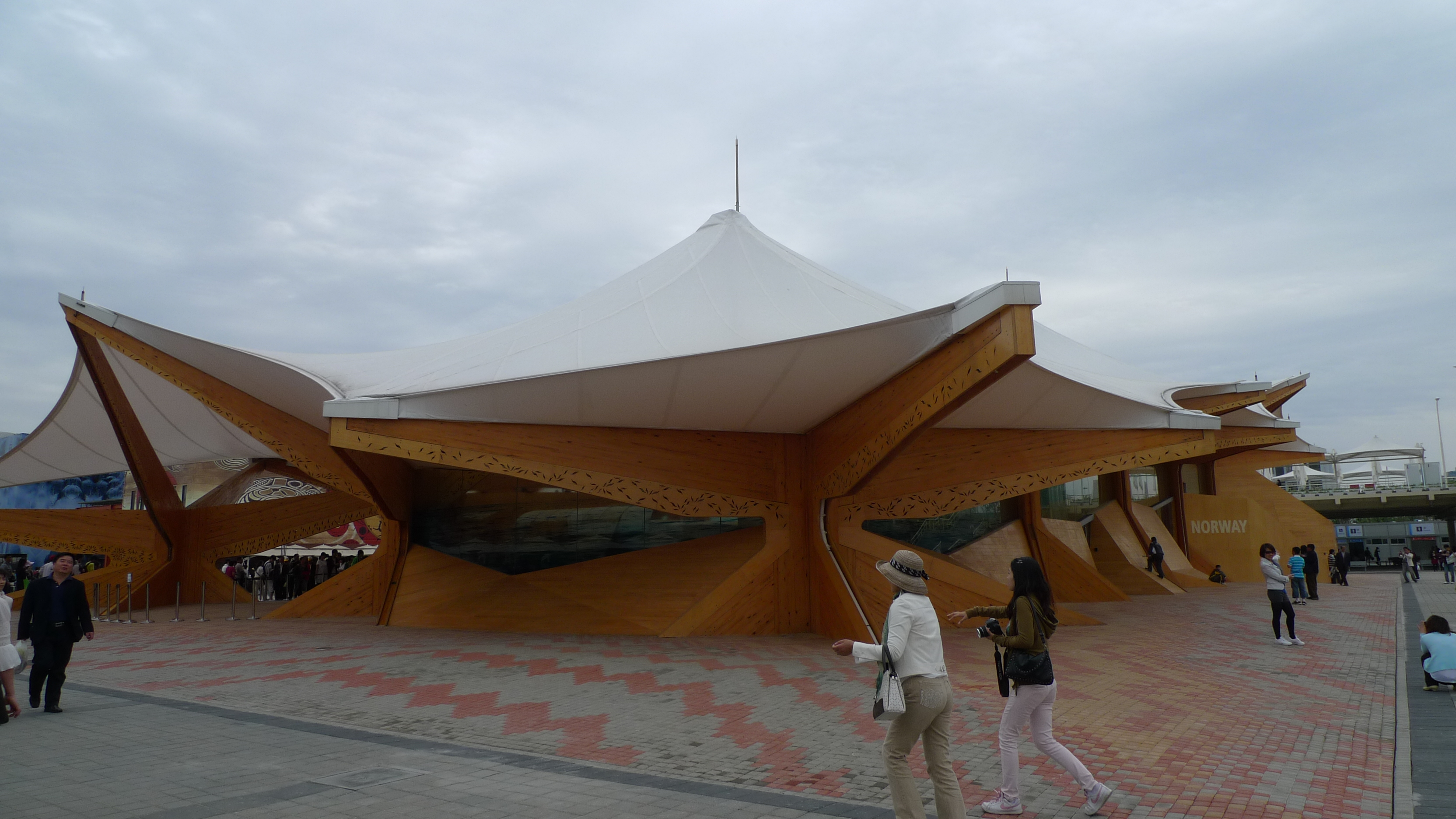
Pavillon de la Norvège.
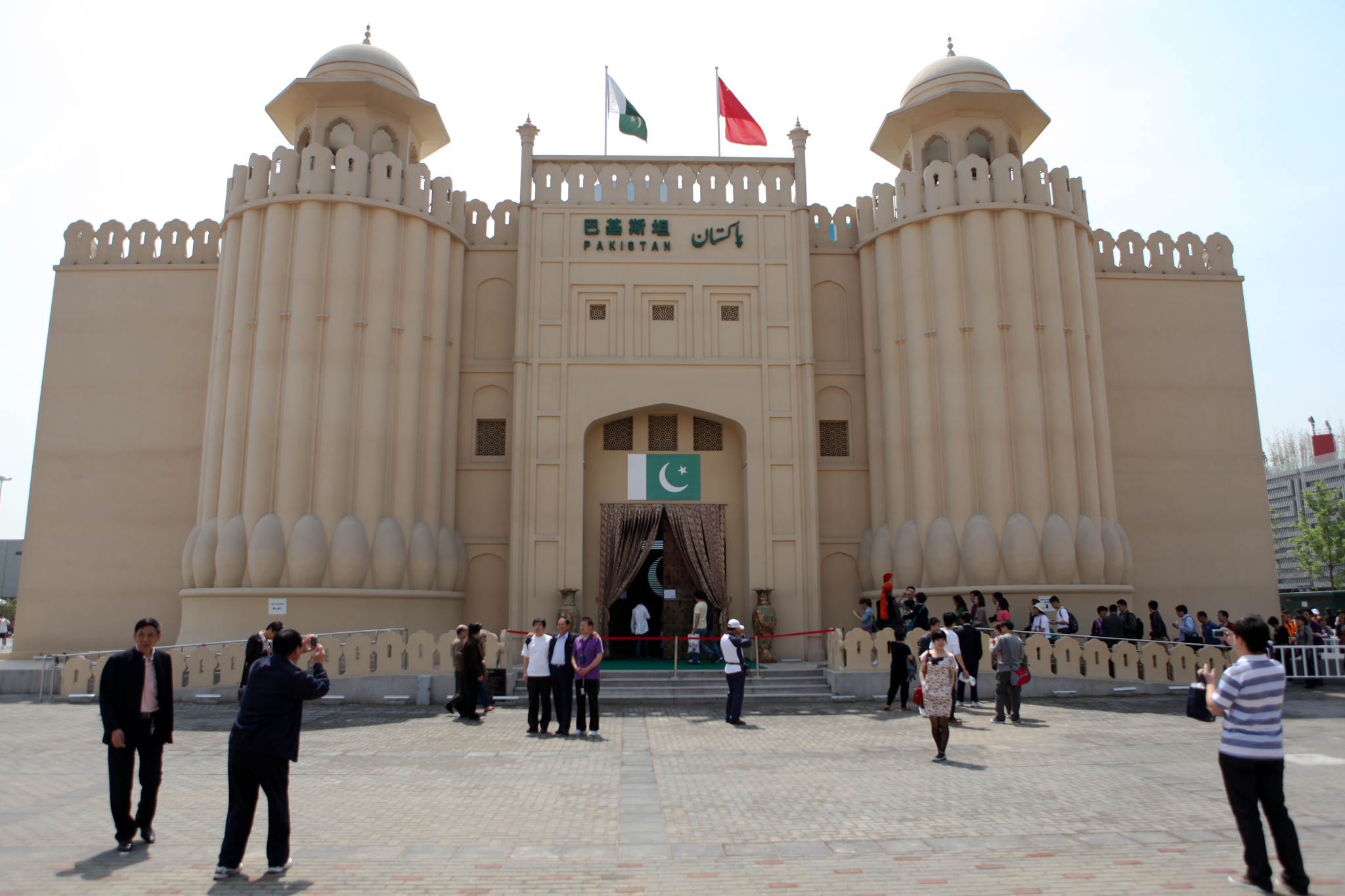
Pavillon du Pakistan.
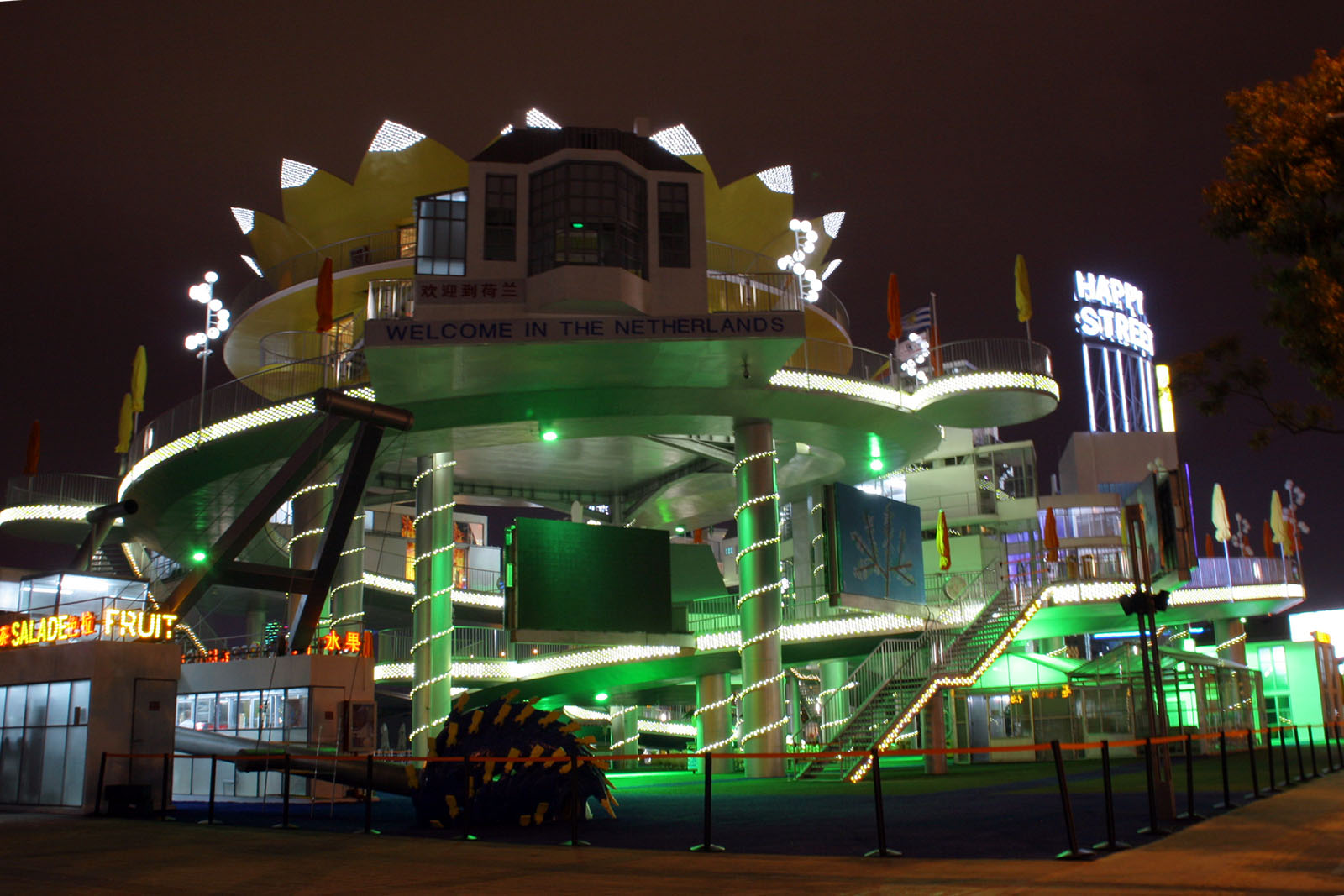
Pavillon des Pays-Bas.
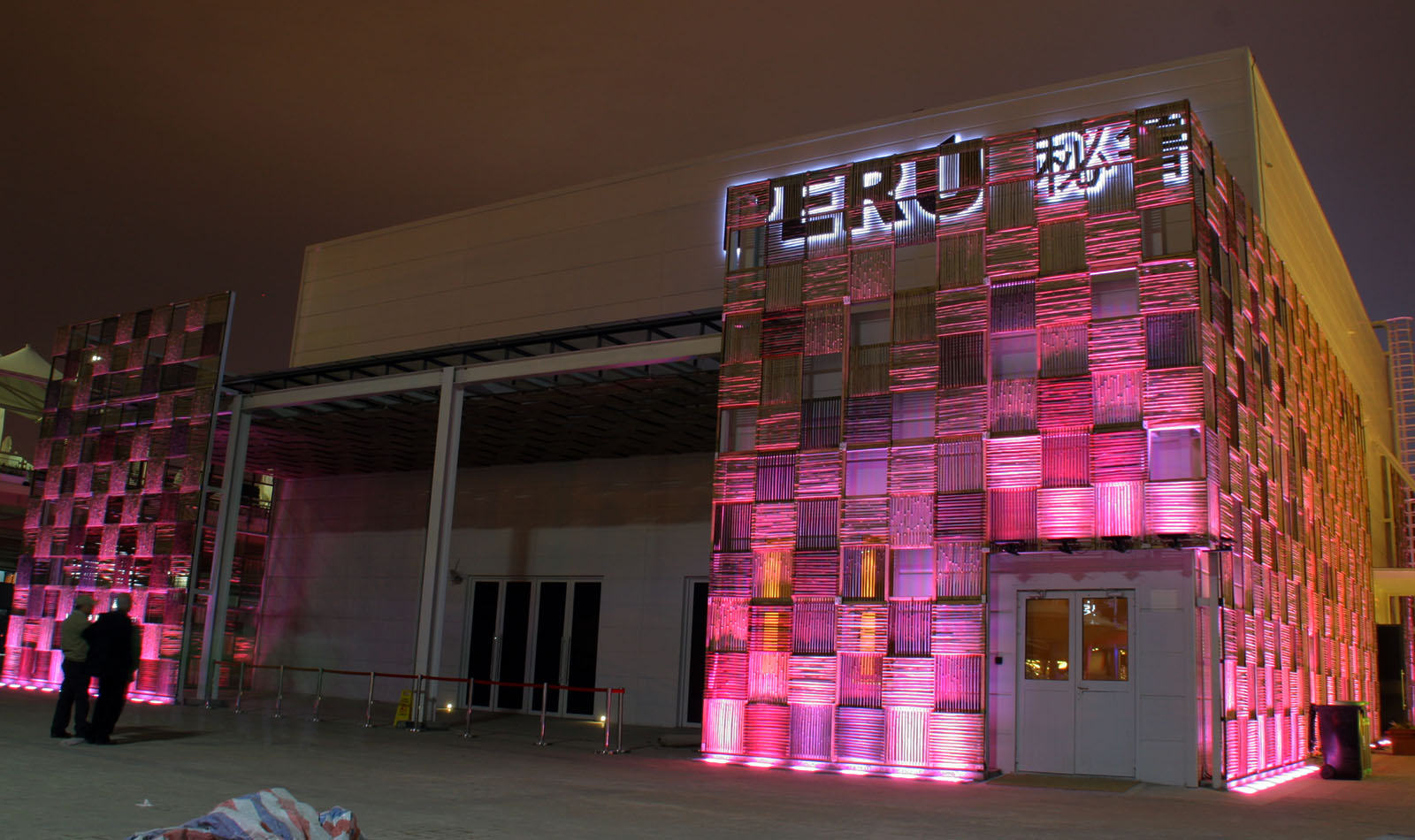
Pavillon du Pérou.
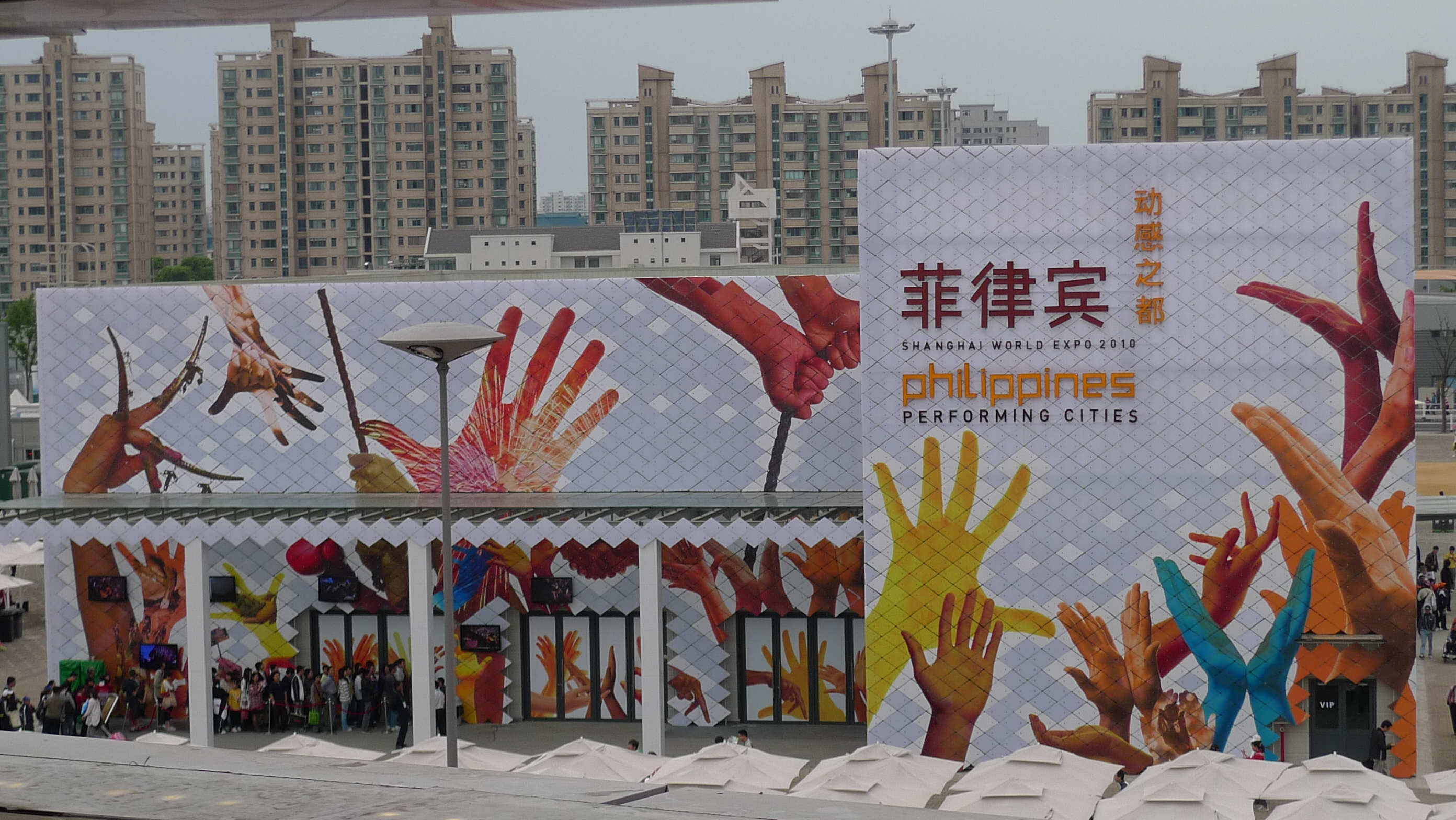
Pavillon des Philippines.
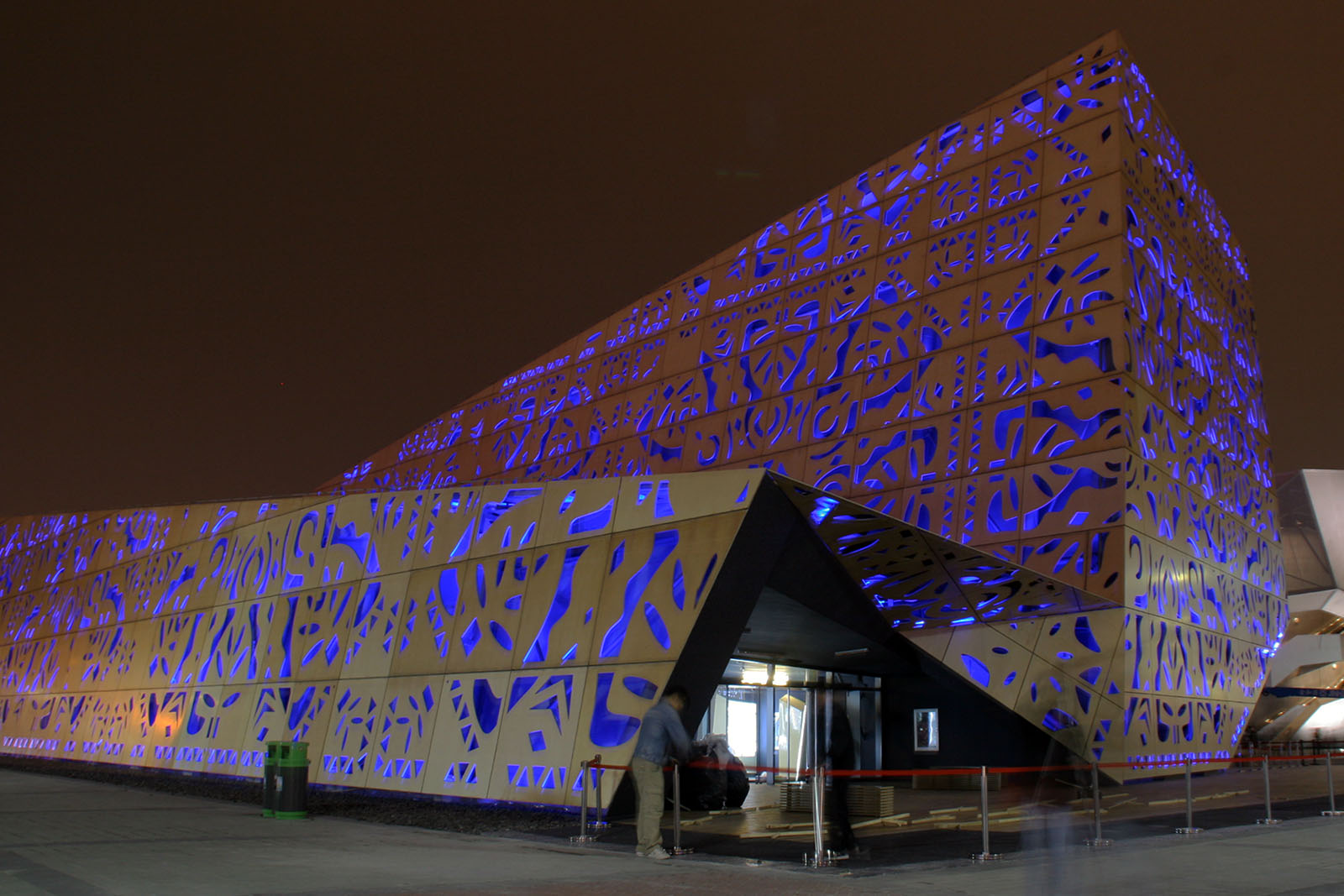
Pavillon de la Pologne.
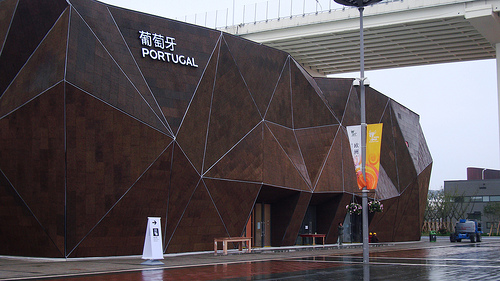
Pavillon du Portugal.
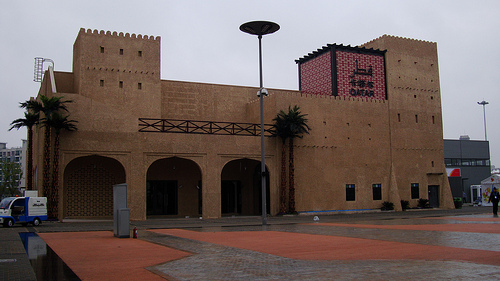
Pavillon du Qatar.
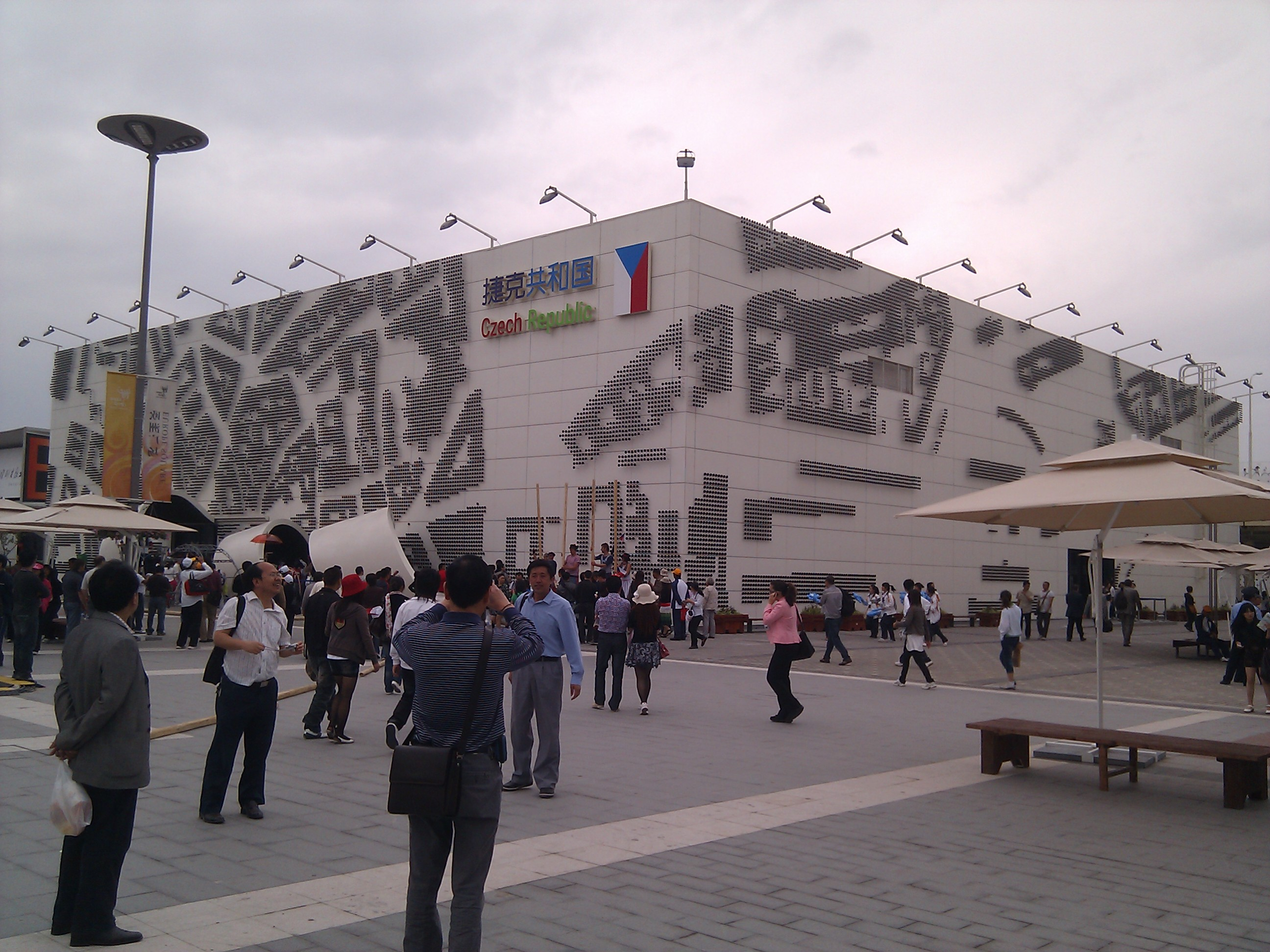
Pavillon de la République tchèque.
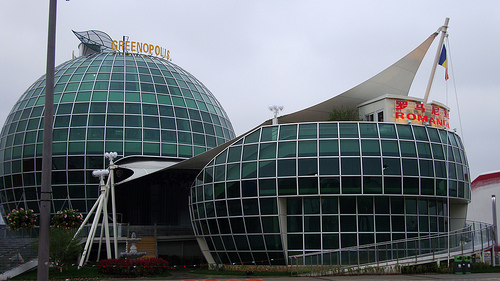
Pavillon de la Roumanie.
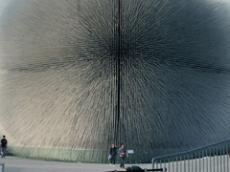
Pavillon du Royaume-Uni.
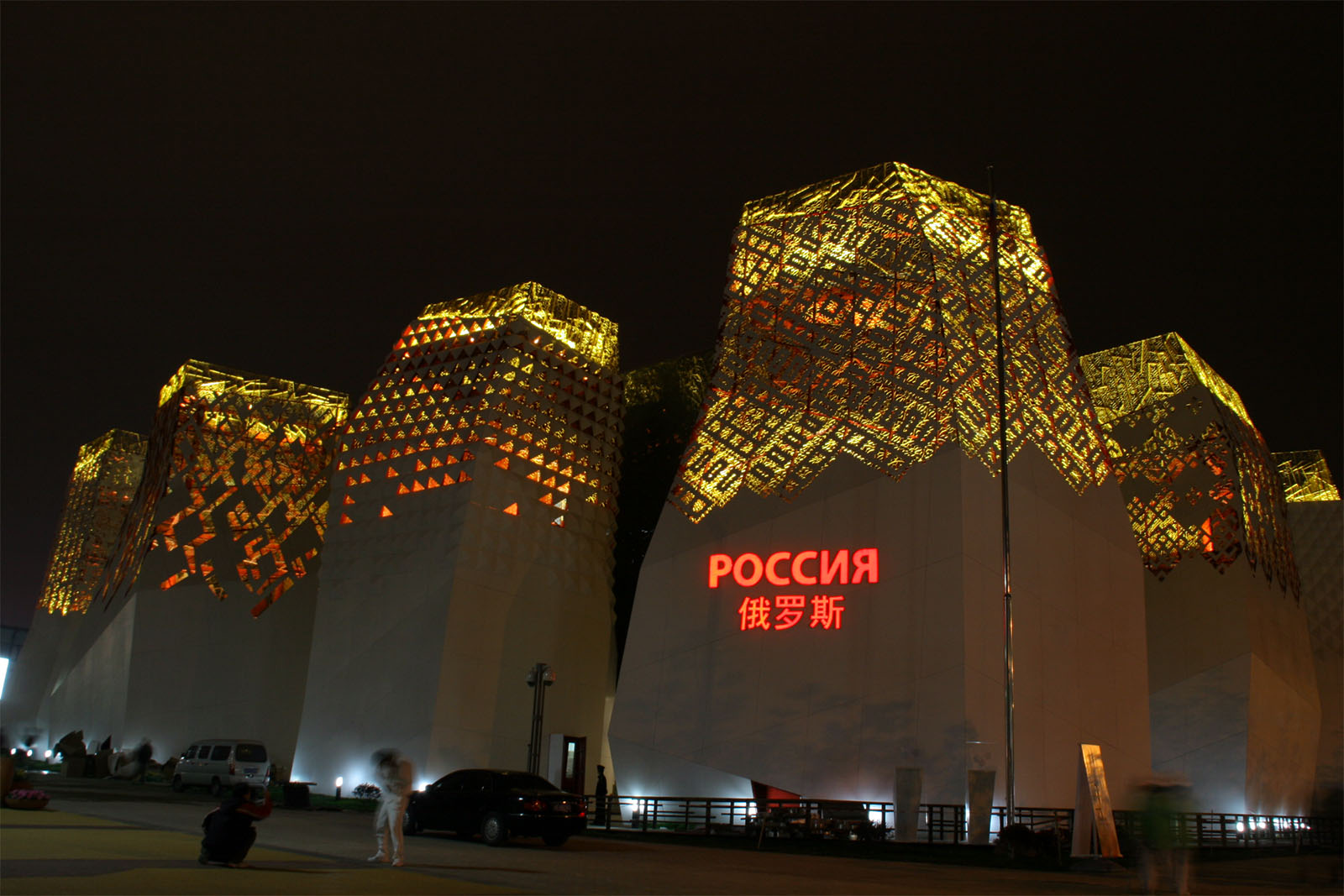
Pavillon de la Russie.
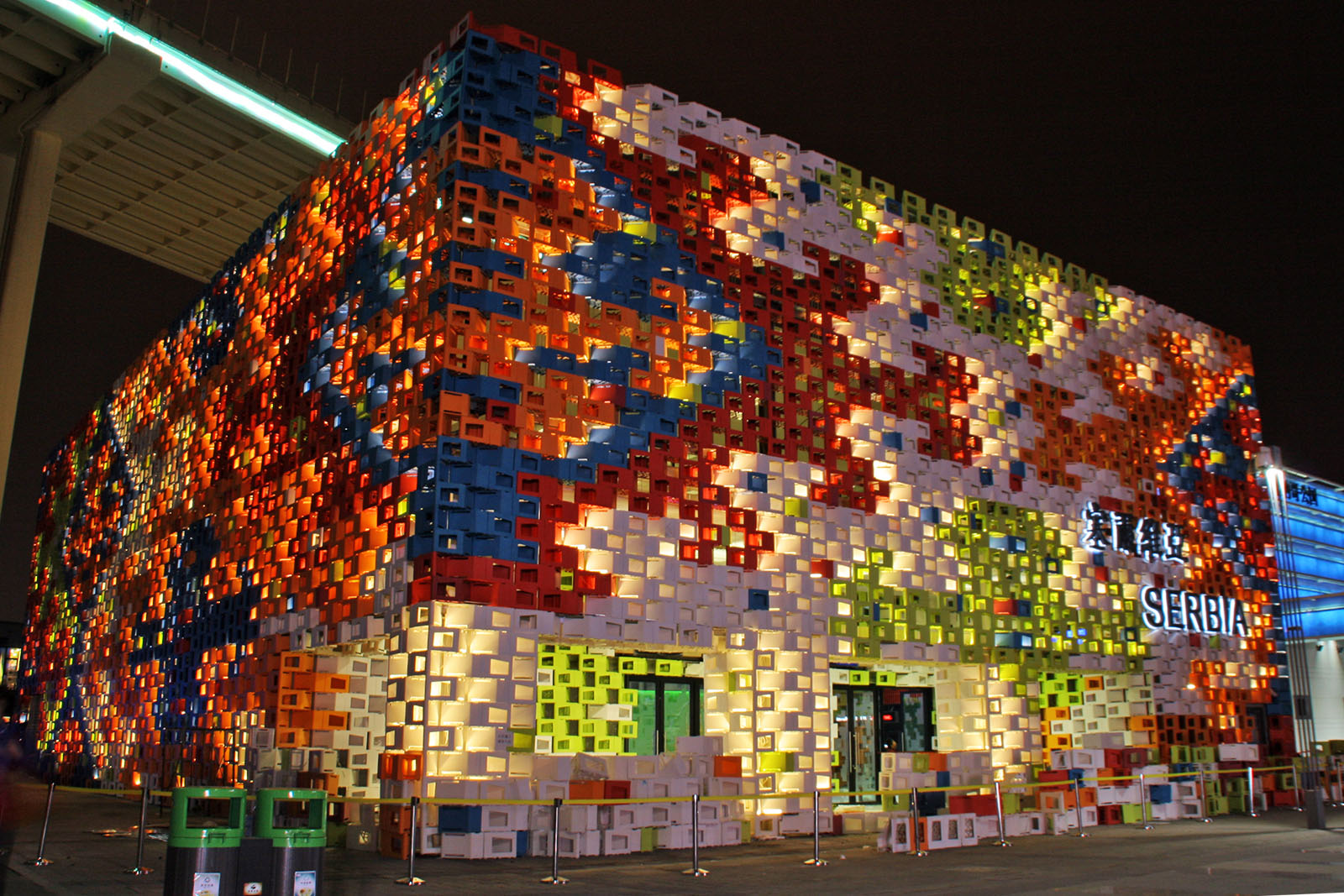
Pavillon de la Serbie.
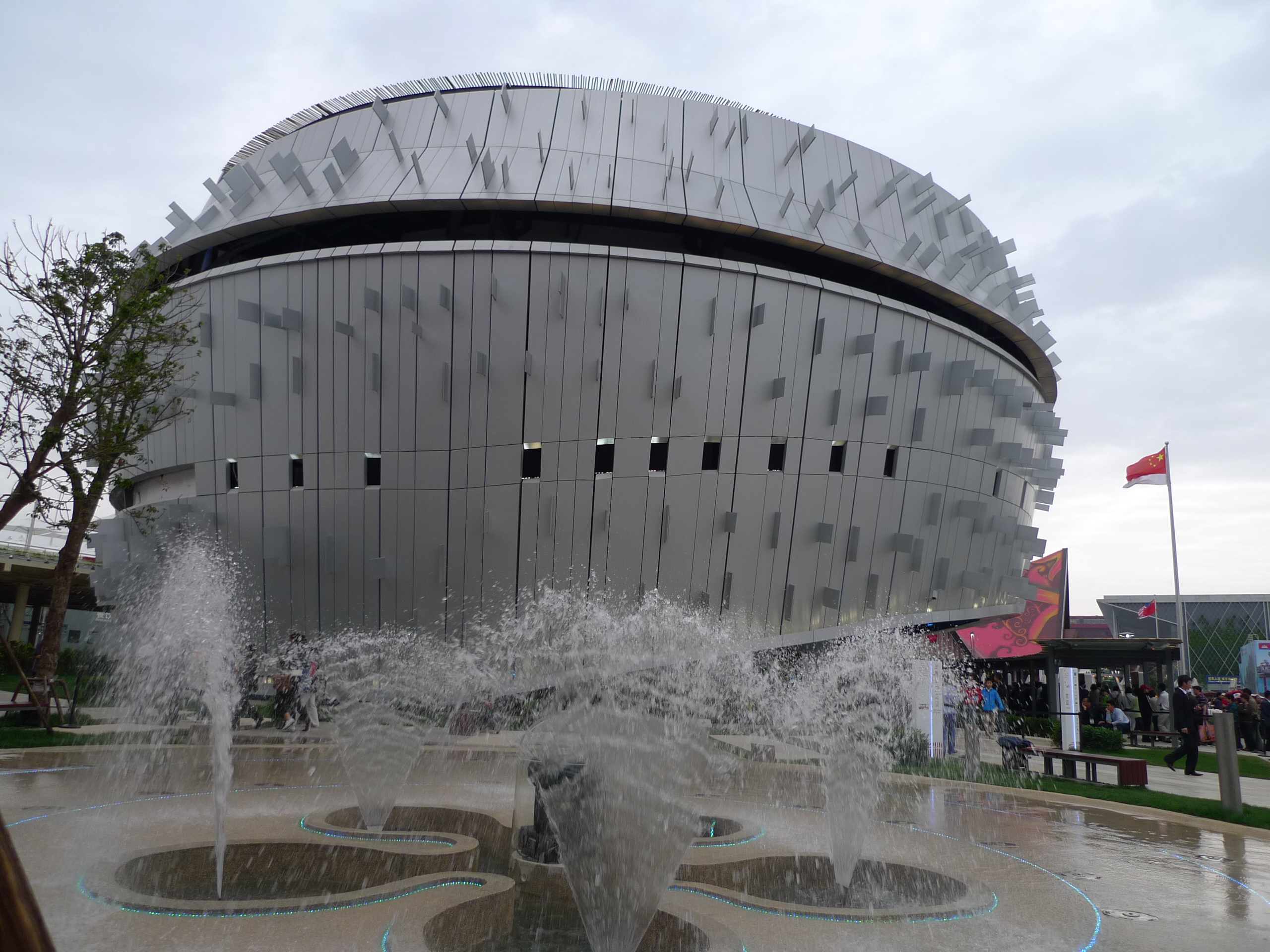
Pavillon de Singapour.
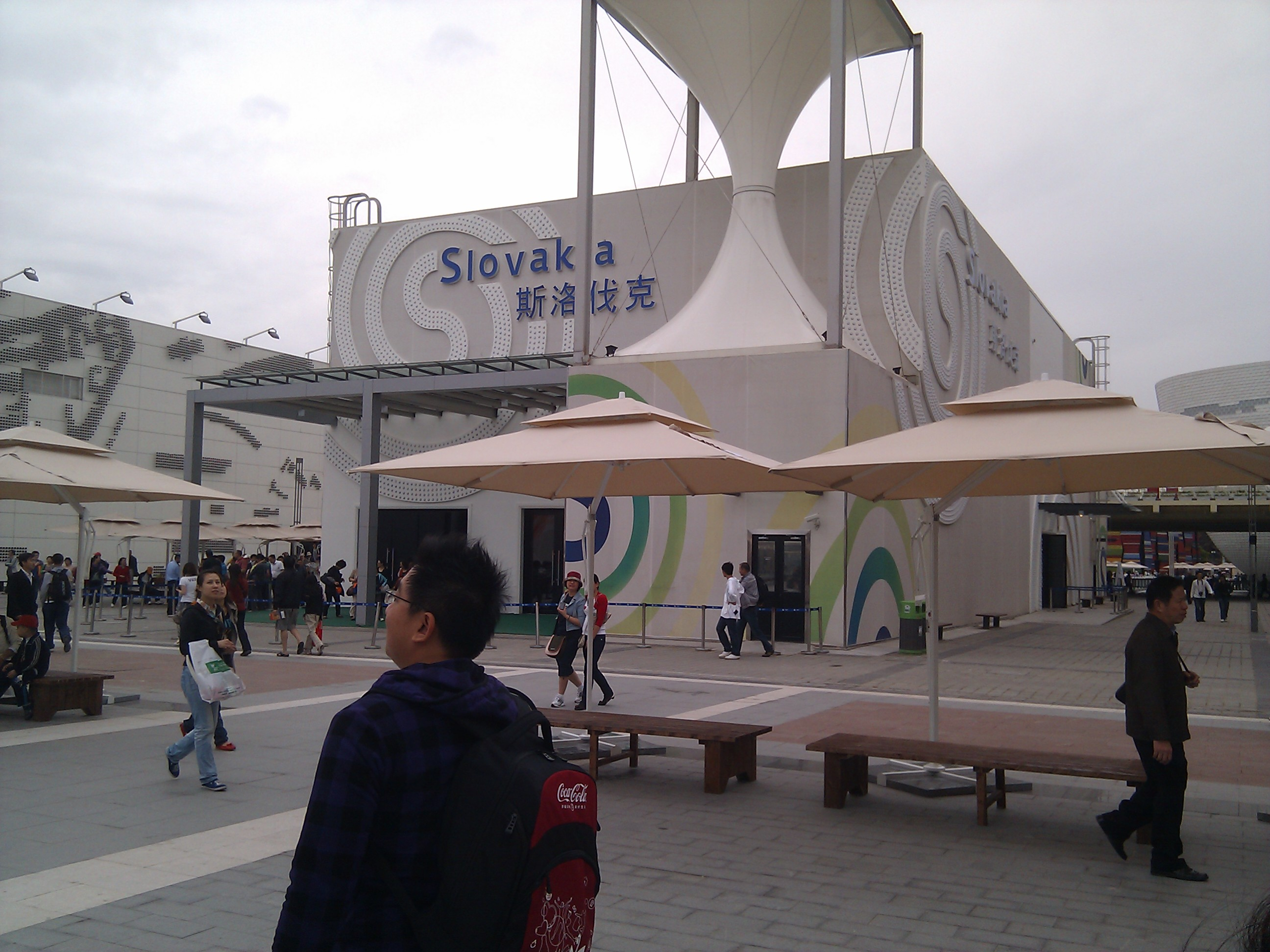
Pavillon de la Slovaquie.
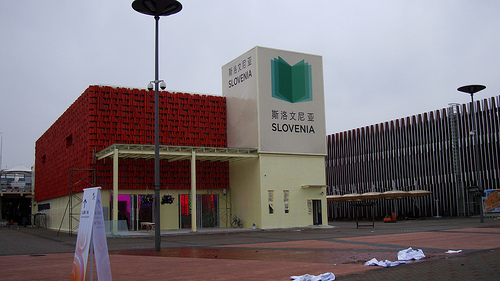
Pavillon de la Slovénie.
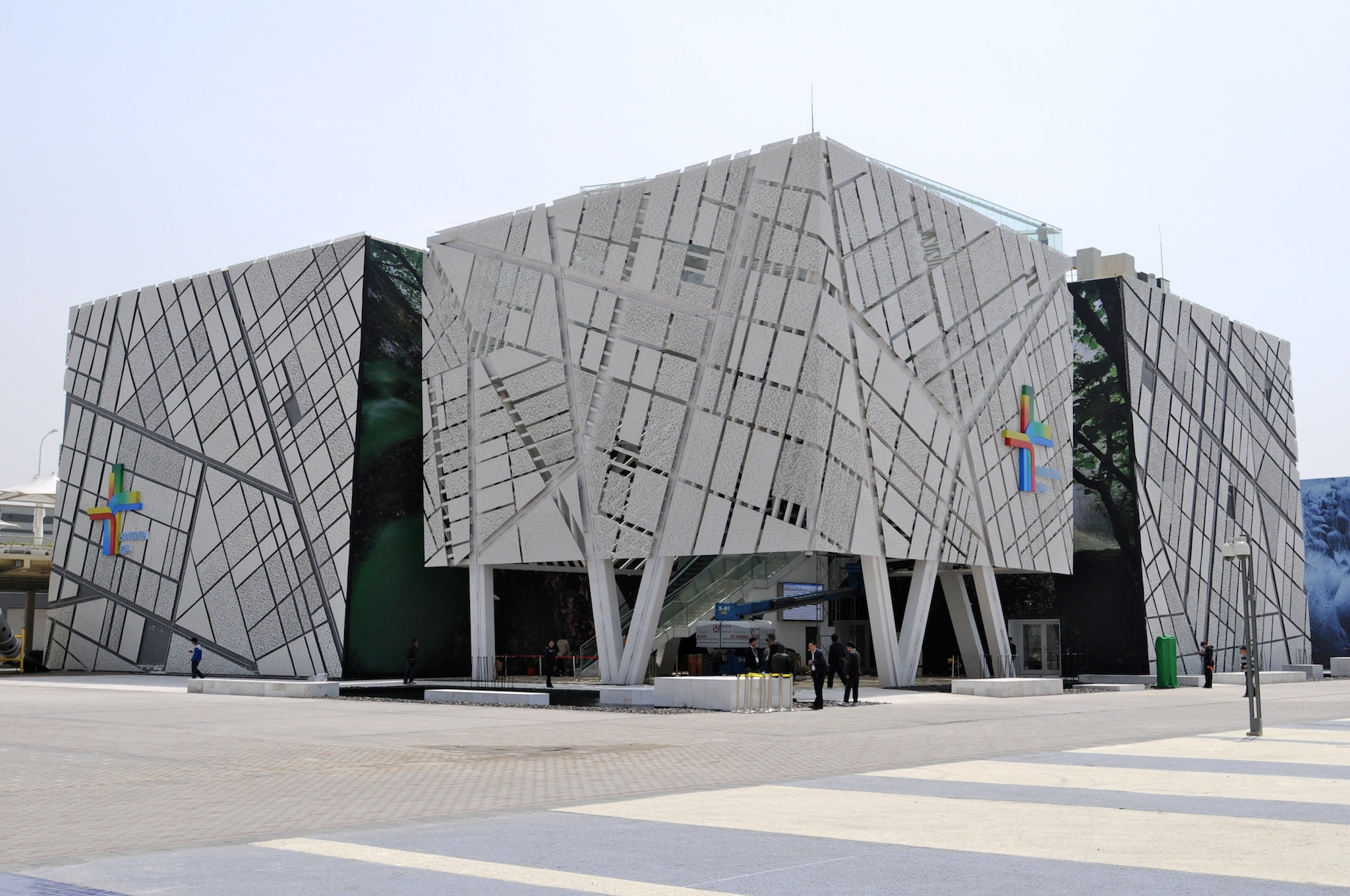
Pavillon de la Suède.
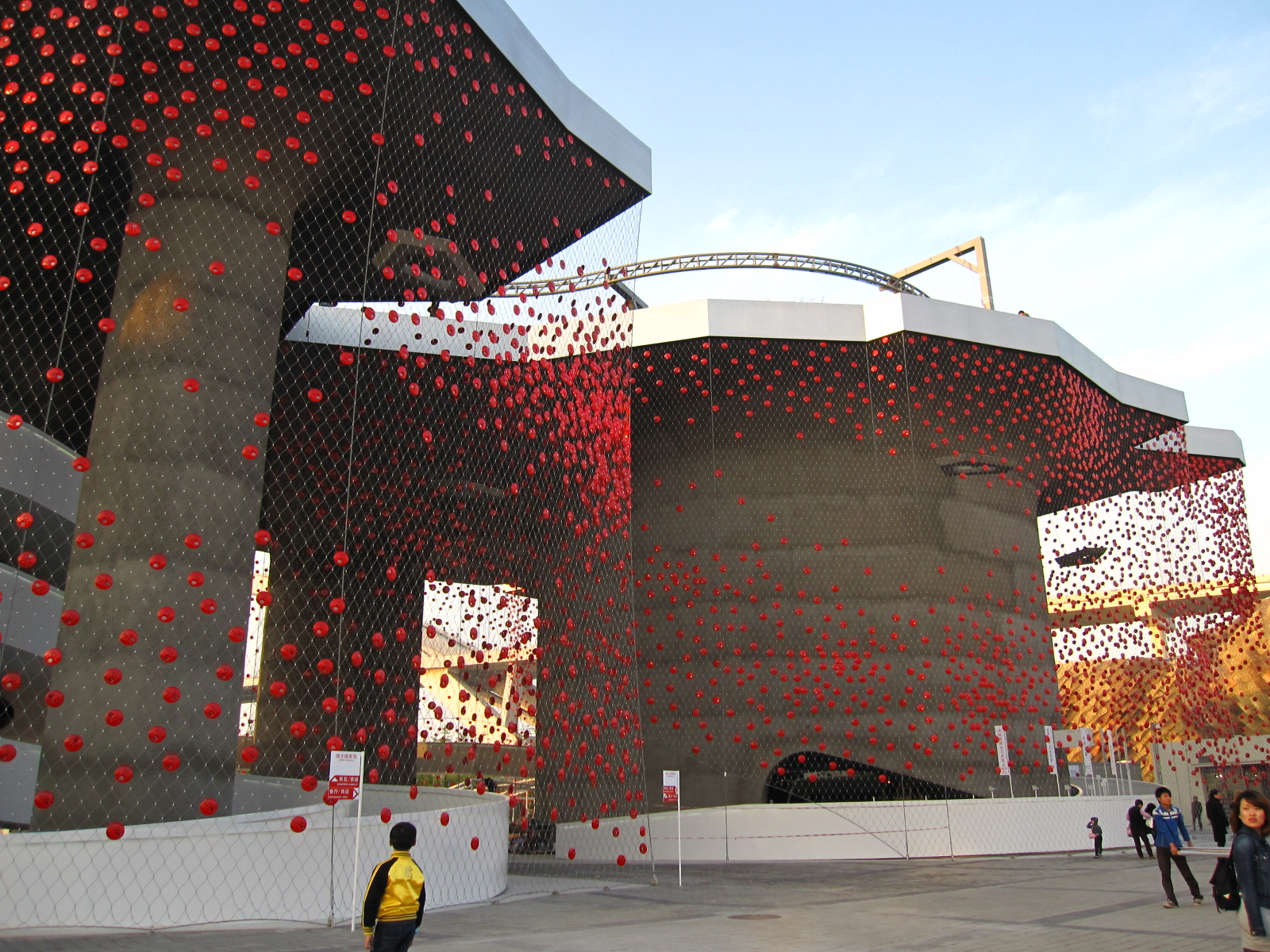
Pavillon de la Suisse.
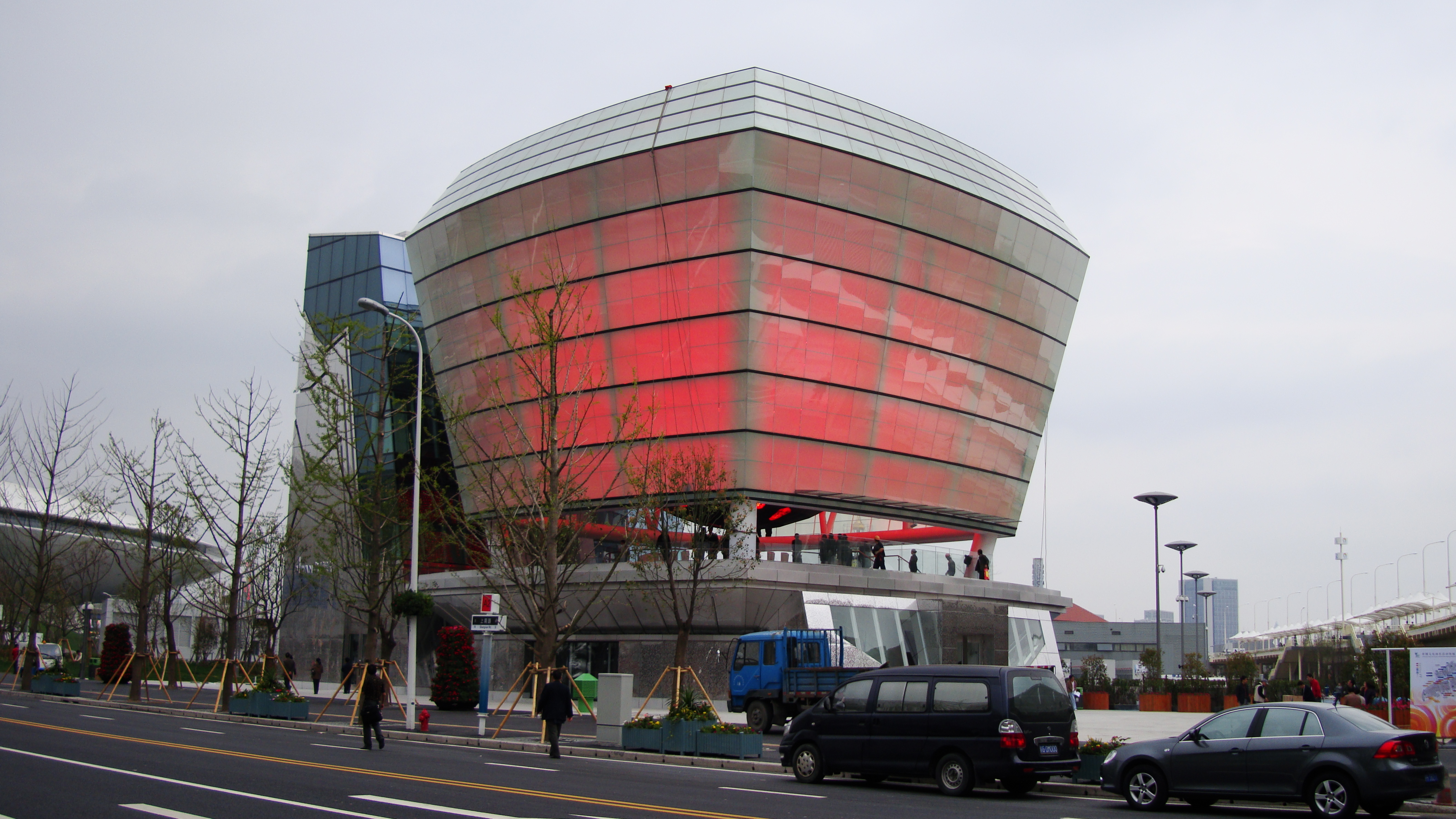
Pavillon de Taïwan.
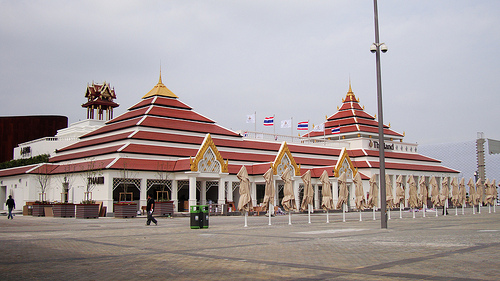
Pavillon de la Thaïlande.
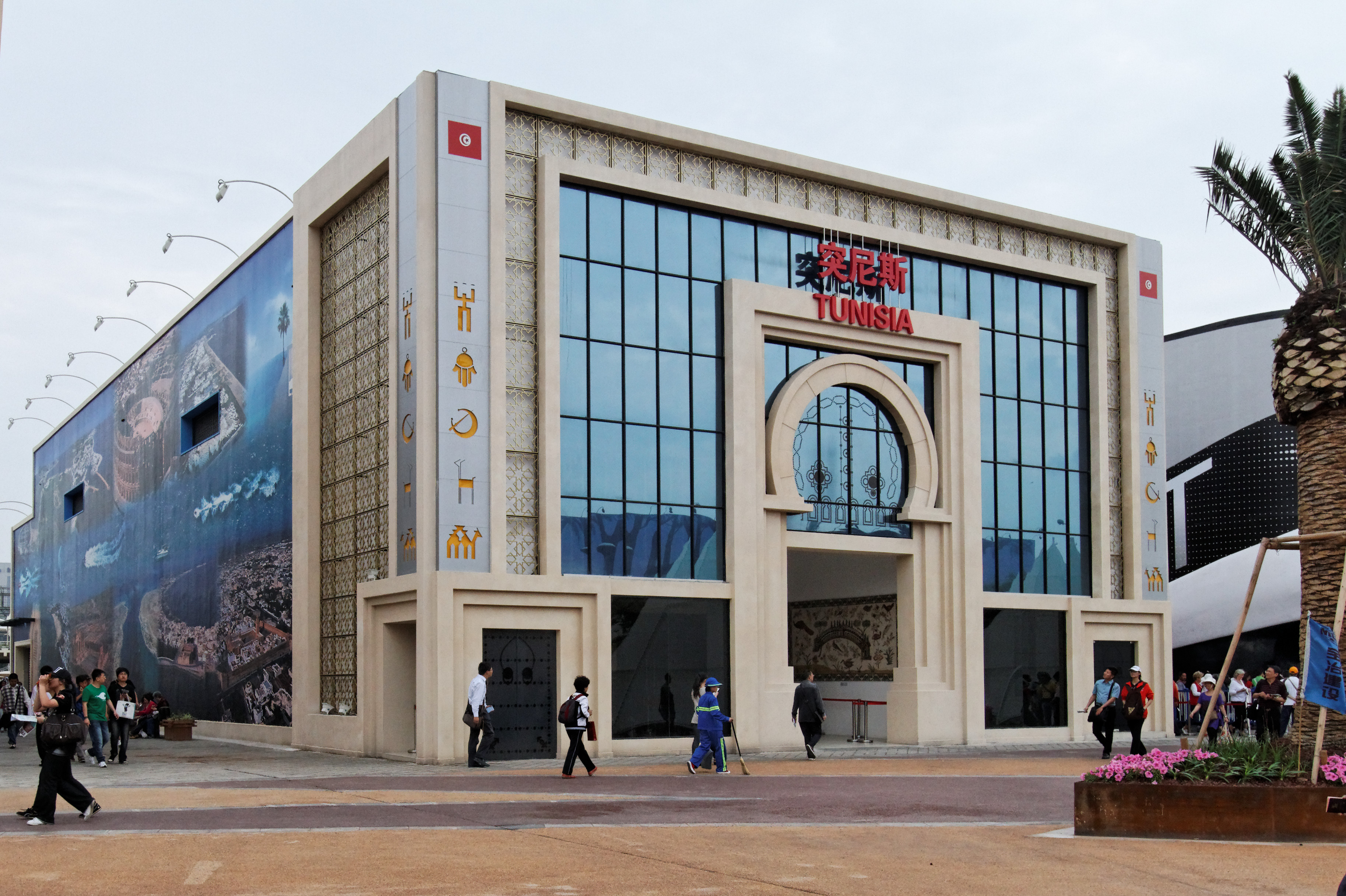
Pavillon de la Tunisie.
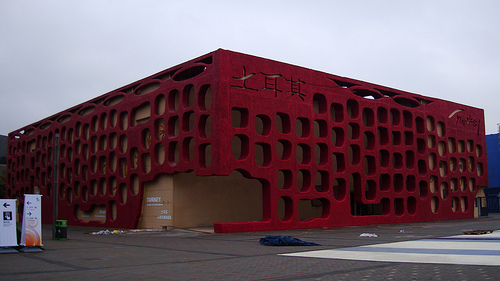
Pavillon de la Turquie.
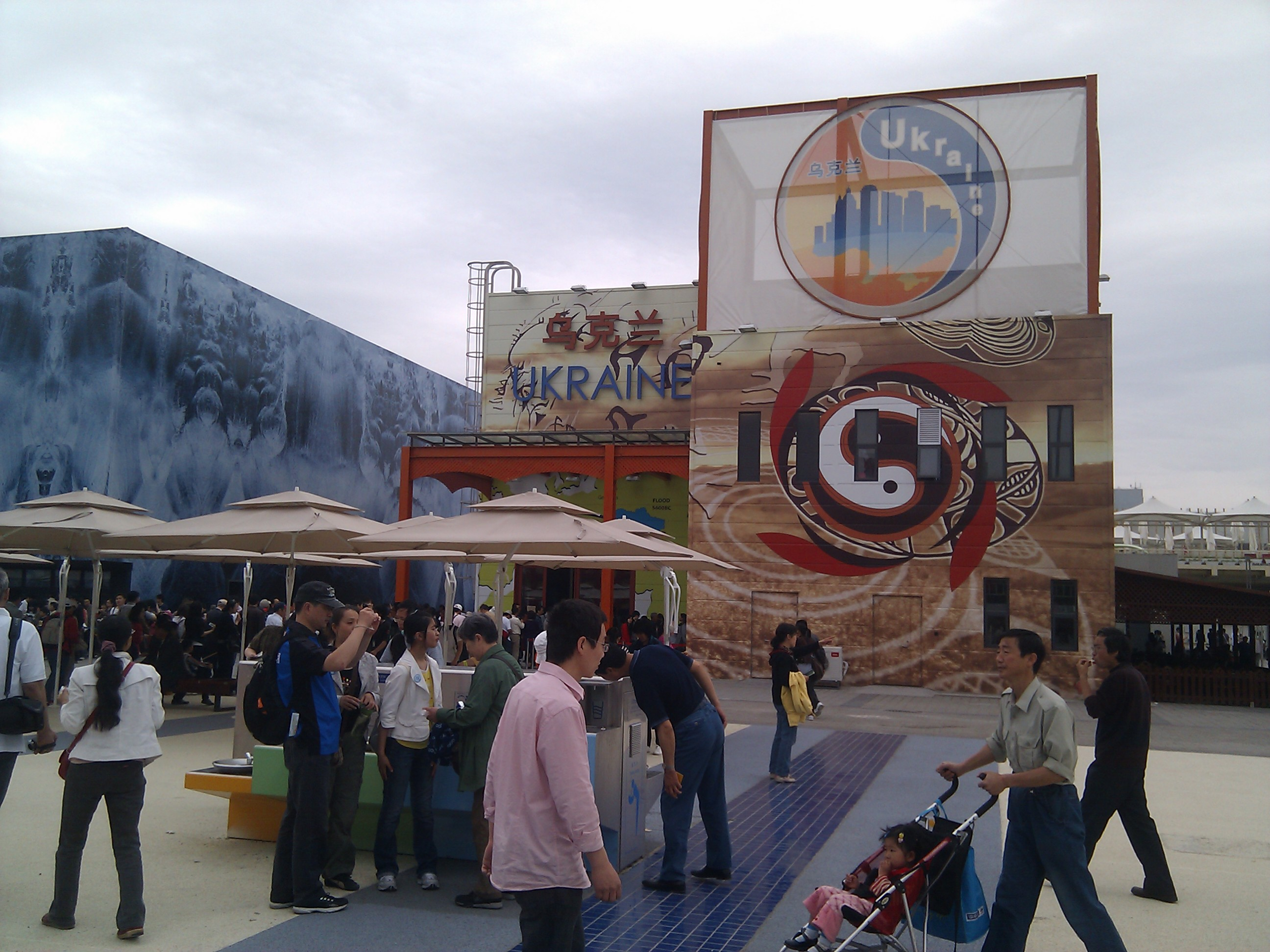
Pavillon de l'Ukraine.
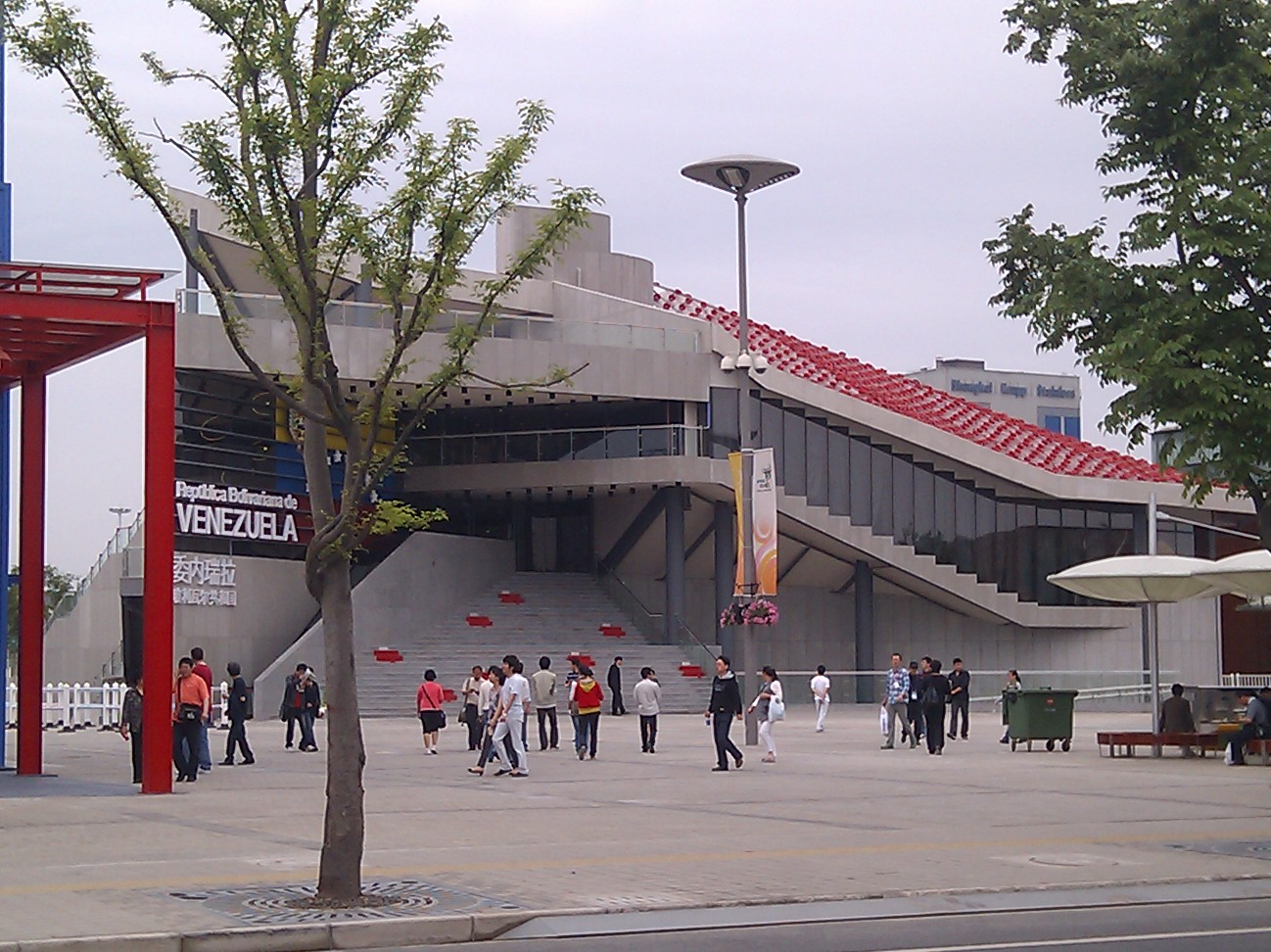
Pavillon du Venezuela.
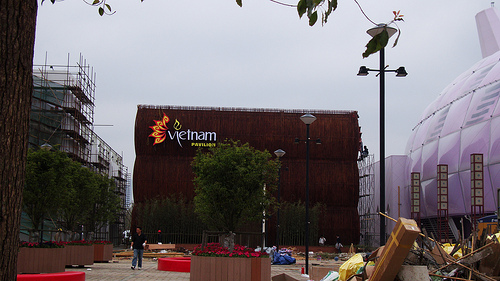
Pavillon du Viêt Nam.